# Storia di Torino

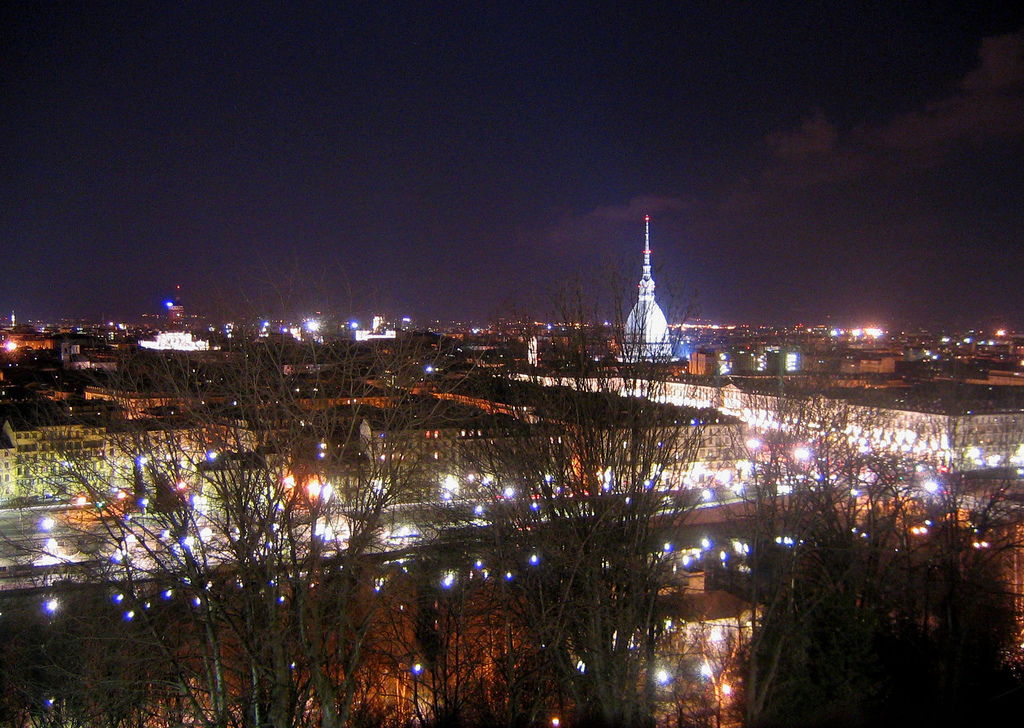
Panorama notturno di Torino

La storia di Torino, capoluogo del Piemonte, si estende per più di duemila anni e alcune delle sue vestigia sono ancora visibili nei principali monumenti, vie e piazze.
La città divenne famosa come centro del potere di Casa Savoia, capitale del Ducato sabaudo dal XV secolo, quindi del Regno di Sardegna, fulcro politico del Risorgimento e prima capitale del Regno d'Italia dal 1861 al 1865. Nel XX secolo, invece, ospitò diversi movimenti antifascisti, compresa la Resistenza durante la seconda guerra mondiale; Nel corso della seconda metà del Novecento si affermò quale città industriale, in particolare come polo dell'industria automobilistica di importanza mondiale.

## Storia antica

### Origini
Le scarse fonti storiche risalgono al III secolo a.C., riportando testimonianze sulle quali il dibattito è ancora aperto. Da una parte, l'ipotesi di un insediamento dei Taurisci, ovvero dei Celti originari del Norico (ovvero le attuali zone della Baviera), anche se diffusasi poi gradualmente in tutto il nord-Italia, mentre dall'altra l'ipotesi, e tuttavia legata alla prima, di un insediamento dei cosiddetti Taurini, ovvero un particolare gruppo etnico dei Celto-liguri, localizzato geograficamente nei soli monti occidentali delle antiche Alpi, quindi insediatisi lungo le zone a sud e a nord della Dora Riparia. 
In entrambe le ipotesi, secondo gli storici Polibio e Appiano già nel III secolo a.C. era presente un grande villaggio, probabilmente collocato alla confluenza dei fiumi Po e Dora, che si sarebbe chiamato Taurasia (o, per altre fonti, Taurinia). Nel 218 a.C., il condottiero cartaginese Annibale entrò in Piemonte, alleandosi con numerose tribù, tra cui gli Insubri. È probabile che i Taurini-Taurisci abbiano rifiutato l'alleanza e tentato di contrastare l'invasione: secondo i documenti, il villaggio resistette tre giorni prima di crollare.
{Riguardo al toponimo e alla radice Taur, esistono varie ipotesi: la più probabile è legata all'indoeuropeo taur, a sua volta legato al greco antico ορος (oros, cioè montagna), e al sanscrito sthur (massiccio, robusto, o selvatico), quindi associato alle caratteristiche montanare tipiche delle tribù dei Taurisci e dei Taurini del VII-V secolo a.C., ma anche dei Taurasini, questi ultimi insediati anticamente nel Sannio. Un'altra ipotesi è che venga dal Celtico taruos ('toro') oppure da un'origine non Celtica ma dai Liguri.

#### Leggende
Una leggenda sostiene un'origine risalente all'antico Egitto (probabilmente XVIII dinastia): durante i lavori per la costruzione della fortezza militare della Cittadella nel XVI secolo, fu rinvenuta una lapide con un'iscrizione dedicata al culto di Iside. La notizia fu alimentata dagli allora storici di corte Filiberto Pingone e, in seguito, Emanuele Tesauro. Quest'ultimo, citò altresì il mito greco di Eridano (antico nome attribuito al fiume Po), figlio di Fetonte e, per alcuni, presunto fratello di Osiride e dédito ai culti egizi. Dopo aver lasciato il Mediterraneo per disaccordi con le caste sacerdotali, Fetonte avrebbe raggiunto il nord Italia, passando per le coste del Tirreno e approdando in Liguria; in seguito avrebbe raggiunto una grande pianura, dove scorreva un grande fiume che gli avrebbe ricordato il Nilo, e qui avrebbe fondato un culto dedicato ad Api, dio egizio a forma di toro, probabilmente intorno al XVI secolo a.C.. I Taurini, anch'essi dediti ai culti teriomorfisti, si sarebbero adattati alla venerazione del dio-animale. Nei secoli successivi altri storici sostennero tale ipotesi. Improbabili legami dei Taurini con l'antico Egitto sono anche alimentati da una recente credenza popolare che afferma che la Chiesa della Gran Madre sarebbe stata costruita sopra un antico tempio egizio. Un'altra leggenda sulle origini della città prende spunto dalla leggenda di un villaggio neolitico tormentato da un temibile drago. Il popolo avrebbe deciso di inebriare un toro con un misto di acqua e vino e aizzarlo contro il drago; il toro inferocito, dopo aver sconfitto il mostro, sarebbe morto per le ferite riportate. Il popolo quindi, avrebbe deciso di venerarlo.

### Periodo Romano

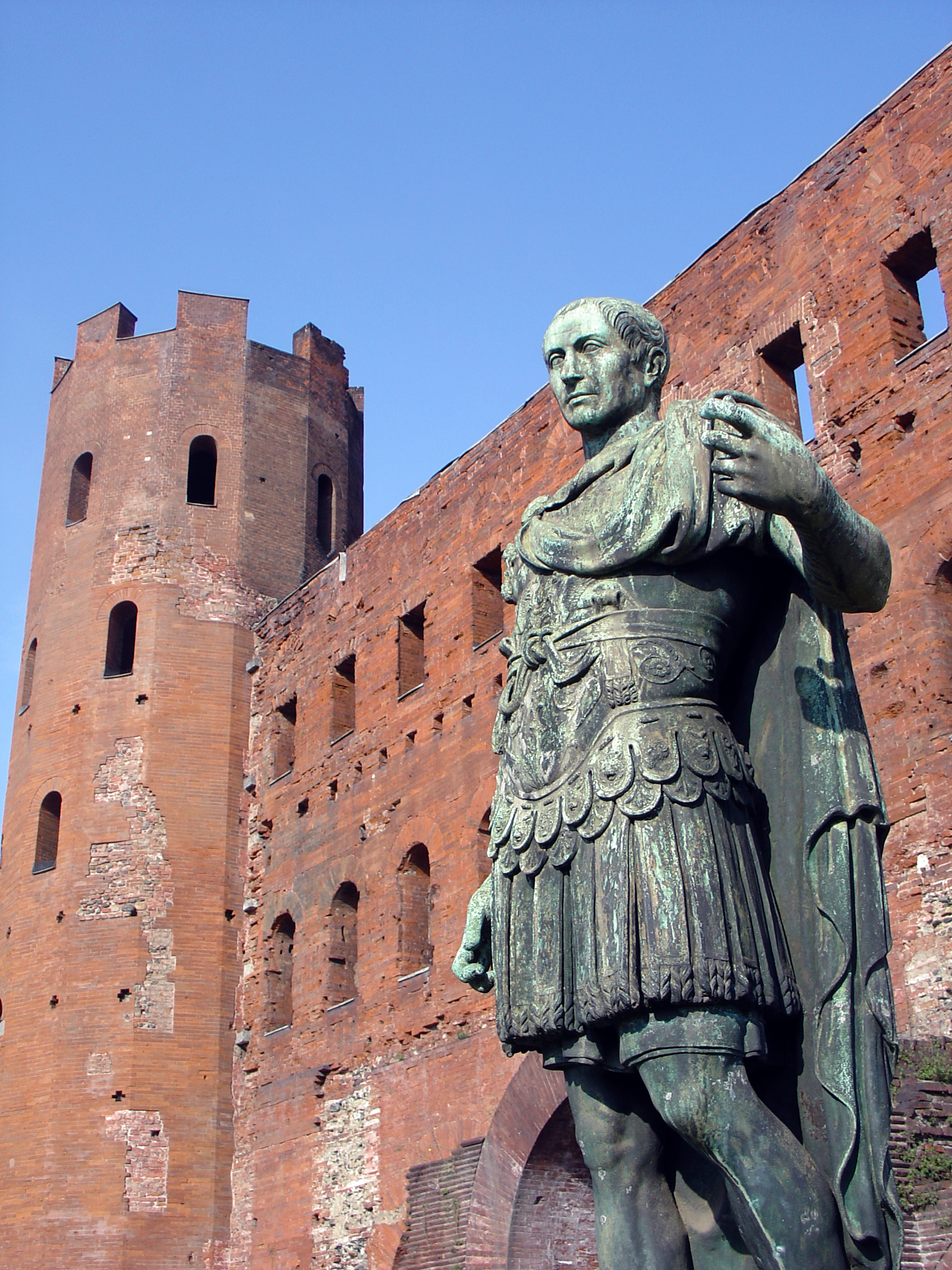
Statua bronzea di Giulio Cesare, padre adottivo di Augusto e fondatore di Iulia Augusta Taurinorum. La statua, insieme a quella di Augusto, non è di epoca romana ma copia del 1935

Fu soltanto nel 58 a.C. che l'allora proconsole Giulio Cesare fece insediare nell'area un accampamento militare, come posizione strategica per la via delle Gallie, per poi ampliarlo a una prima colonia nel 44 a.C., chiamata Iulia Taurinorum.
Tuttavia, la definitiva fondazione avvenne grazie a suo figlio adottivo Augusto che, intorno al 28 a.C., dedusse una seconda colonia, il cui impianto urbano a castrum sarà quello che ancora adesso è rilevabile, col nome di Augusta Taurinorum. Un cippo che riporta un'iscrizione con la data consolare del 21 a.C., anno del consolato di Marco Lollio, attesta la sicura presenza romana nell'area di Torino. Tale rinvenimento epigrafico costituisce un termine temporale prima del quale la colonia venne fondata. Una presunta datazione della colonia, basata su studi astronomici legati al sorgere del sole in asse col decumano,  è stata proposta al 30 gennaio del 9 a.C. Sempre in base a un medesimo tipo di studio, è stata proposta la data del 5 febbraio del 27 a.C., a cui è seguita una replica dove c'è la data 29 gennaio del 9 d.C. 
La colonia fu inscritta come tribù romana rurale Stellatina, ed ebbe una struttura definitiva soltanto nel I secolo, con l'edificazione di una cinta muraria. La struttura viaria a scacchiera, sulla topografia del castrum iniziale, fu successivamente estesa anche alle altre zone della città, almeno in prossimità del centro. Il perimetro del castrum doveva essere di 2.875 metri, con superficie di 45 ettari e forma irregolarmente quadrangolare con un angolo smussato.
Le mura superavano i cinque metri di altezza e i due metri di spessore e in esse si aprivano quattro porte:
- Porta Prætoria (ma per altri storici era la Decumana), posta a est-sud-est, nei secoli inglobata nel Palazzo Madama e Casaforte degli Acaja di Piazza Castello. Nell'XI secolo fu aperta un'altra porta chiamata Porta Fibellona, forse in relazione ai discendenti di un nobile di nome Bellone (i filii Bellonis, ipotesi, comunque, mai documentata[18]).
- Porta Principalis Dextera, a nord-nordest, chiamata anche Palatina o Doranea, la più conservata, a tutt'oggi, nella zona di Porta Palazzo, grazie agli interventi di D'Andrade del 1901.
- Porta Principalis Sinistra, a sudovest-sud, chiamata anche Porta Marmorea e oggi inesistente, era sita in Via Santa Teresa angolo Via San Francesco d'Assisi, non lontano da Piazza San Carlo.
- Porta Decumana, a ovest-nordovest (ma per alcuni storici era invece la Praetoria), dal Medioevo chiamata anche Porta Segusina, si trovava in Via Garibaldi angolo Via della Consolata, a pochi passi da Piazza Savoia e oggi è totalmente inesistente.

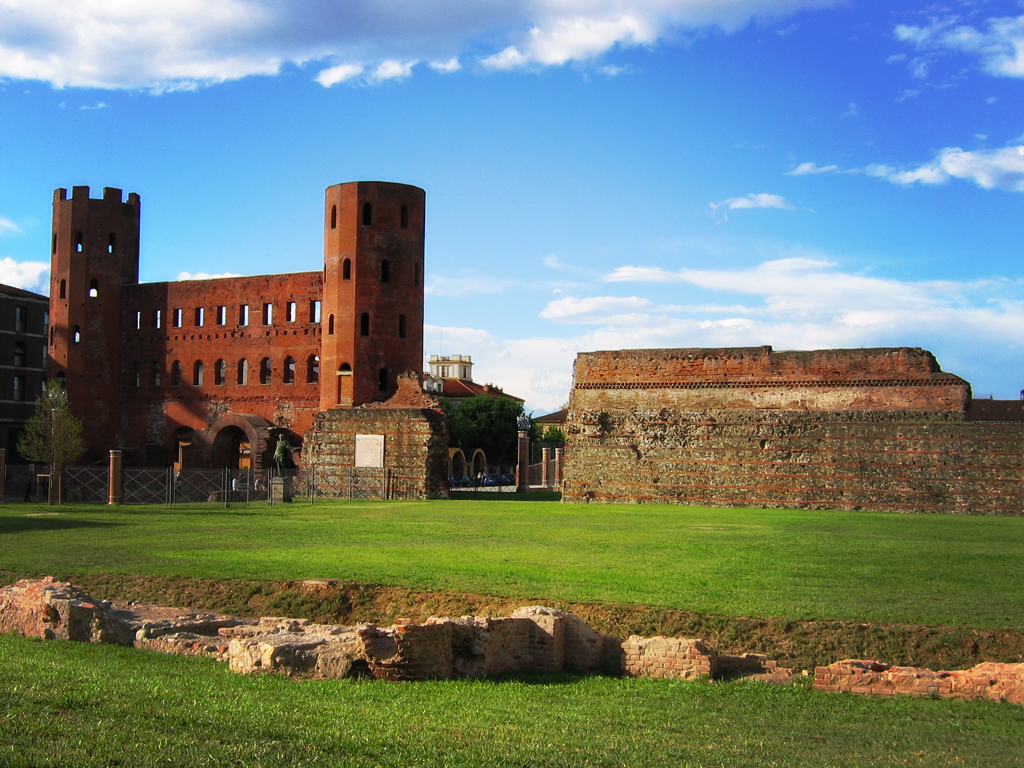
Porta Palatina

La costruzione delle mura è stata datata a un momento successivo alla fondazione della colonia, nel I secolo d.C..
La cinta muraria fu rafforzata da ulteriori cinque torri angolari ottagonali e torrette di guardia su ciascun lato, in corrispondenza dello sbocco delle vie cittadine e un certo numero di postierle, che si ritiene posizionate in corrispondenza di ogni torretta. L'interno delle mura presentava il cosiddetto intervallum, ovvero un camminamento per le ronde. La strada principale era il decumanus maximus che collegava la Porta Prætoria con la Decumana, lungo l'attuale via Garibaldi; a circa un terzo della sua lunghezza, il decumanus maximus incrociava il cardo maximus che collegava le porte Principalis Dextera e Principalis Sinistra, sviluppandosi lungo l'attuale via San Tommaso-via Porta Palatina. In questo incrocio, era possibile vedere tutte e quattro le Porte, quindi si poteva accedere al Forum che, con molta probabilità, trovava ingresso dalla Piazzetta delle Erbe (oggi piazza Palazzo di Città) e dalla piazzetta del Burro (oggi cortile interno di Palazzo Civico). L'area dell'antico castrum viene chiamato dai torinesi "Quadrilatero Romano", sebbene oggi, con questo termine, sia intesa la sola parte occidentale dello stesso.
     in nero il tracciato della colonia romana
     in verde la planimetria della città attuale
     in rosso le parti di mura, di pavimentazione stradale o di edifici ancora visibili o almeno attestati archeologicamente
     in azzurro la posizione ipotizzata per il foro cittadino

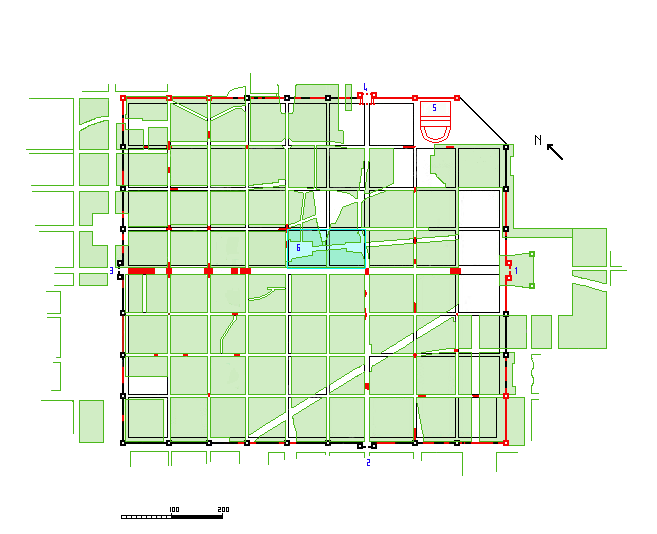
Planimetria della Julia Augusta Taurinorum.
in nero il tracciato della colonia romana
in verde la planimetria della città attuale
in rosso le parti di mura, di pavimentazione stradale o di edifici ancora visibili o almeno attestati archeologicamente
in azzurro la posizione ipotizzata per il foro cittadino
1: Porta Prætoria o Decumana (Casaforte Acaja/Palazzo Madama)
2: Porta Principalis Dextera (Porta Marmorea)
3: Porta Decumana occidentale (Porta Segusina)
4: Porta Principalis Sinistra (Porta Palatina o Doranea)
5: Teatro
6: Foro civico

I resti più importanti dell'epoca romana consistono, nei ruderi delle mura vicino alla Porta Palatina (Porta Palazzo) e dell'adiacente teatro, affiancato da tratti di fondamenta delle sue strutture. Altri pochi resti si trovano alla Porta Praetoria (o Fibellona, per alcuni era la Decumana), nei sotterranei dell'attuale Palazzo Madama-Casaforte degli Acaja) di Piazza Castello. Della Porta Segusina invece non ci sono resti, ma soltanto la base di una torretta angolare di avvistamento in via della Consolata angolo via Giulio. Alcuni resti delle mura romane furono rinvenuti nelle sale sotterranee del Museo egizio e, sempre nel sottosuolo, durante la realizzazione del parcheggio sotterraneo del lato occidentale di via Roma, nel tratto Piazza Carlo Felice-Piazza Castello (esposti al pubblico in alcune entrate/uscite pedonali).

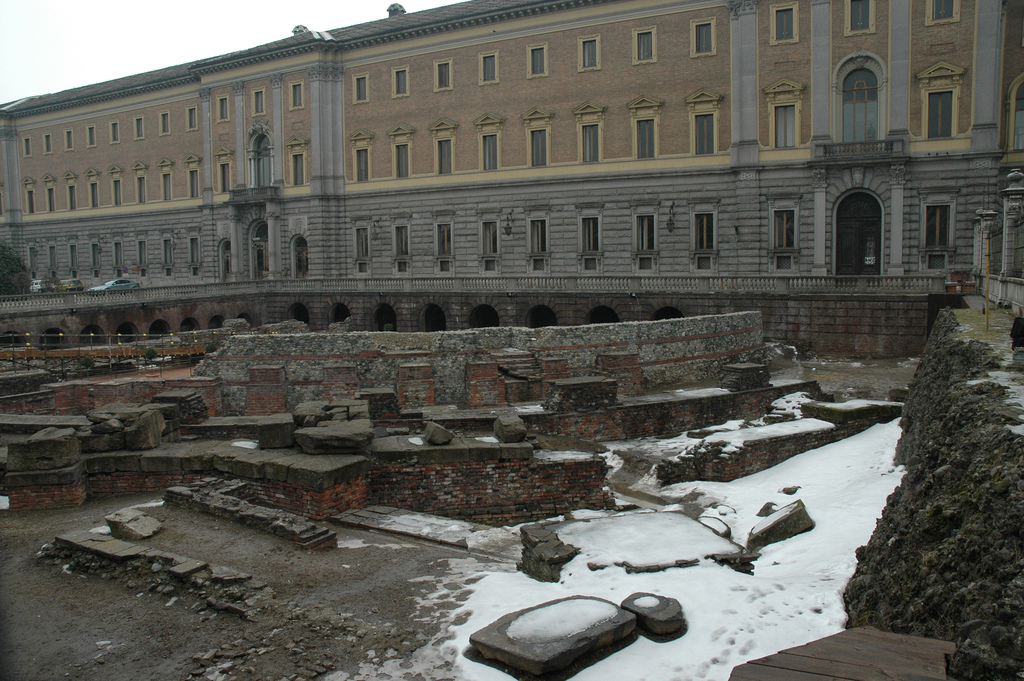
Resti del Teatro Romano

Testimonianze poi dell'esistenza di un anfiteatro, posto fuori dalle mura nei pressi della Porta Principalis Dextera, poi nota come Porta Marmorea, distrutta intorno al 1660 (e di cui ci rimane solamente un disegno, forse non del tutto fedele, del Da Sangallo) si hanno fino al 1508, quando Maccaneo ne descrive i ruderi. Unico possibile residuo della struttura è una condotta per il deflusso delle acque (l'anfiteatro poteva ospitare anche naumachìe), situata sotto l'attuale via Roma. Augusta Taurinorum tuttavia, si distinse poco nell'epoca romana, rimanendo una mera colonia provinciale. Pur non essendo in presenza di dati diretti, è possibile valutare, per confronto con altre colonie analoghe, in circa 5 000 abitanti la consistenza numerica della città nel I secolo. Nel 69, la città fu parzialmente distrutta da un incendio provocato dai fuochi dei bivacchi di una legione dall'esercito di Otone acquartierato a Torino (Tacito, Historiae II 66). Nel 240 poi, la città fu minacciata dall'incursione dei Marcomanni.

### Primo Cristianesimo
Fu poi durante le persecuzioni cristiane di Massimiano in Piemonte del 290-300 circa, che si distinsero i martiri Avventore, Ottavio e Solutore, soldati romani della Legione tebana, ai quali, molto probabilmente, furono dedicati dei piccoli templi votivi, presso quella che diverrà presto l'area devozionale cristiana dedicata a San Salvatore e Santa Maria di Dompno e - successivamente - cristiano-longobarda di San Giovanni Battista, quindi attuale area del Duomo. Le persecuzioni cristiane terminarono nel 312, quando Costantino I, nello scontro con Massenzio, ne uscì vittorioso presso un campo di battaglia, a circa 20 km ovest dalla città probabilmente nei pressi di Rivoli. L'evento viene generalmente ricordato come la battaglia di Torino del 312, avvenuta pochi mesi prima della più nota Battaglia di Ponte Milvio di Roma (questa nell'ottobre dello stesso anno). La prima epigrafe sicuramente cristiana è databile al 341, mentre sono due le chiese, tuttora esistenti, ubicate in corrispondenza di templi pagani di epoca romana. Una è ubicata nell'attuale via Garibaldi (quasi angolo via XX Settembre) e sarebbe sorta sulle rovine del tempio dedicato a Giunone. L'altra è situata in via Porta Palatina, in corrispondenza di via Cappel Verde, e sorgerebbe su un preesistente tempio dedicato a Diana, come cita la lapide posta sulla facciata. È possibile che la Diocesi di Torino sia stata costituita su iniziativa del vescovo di Vercelli, Eusebio. L'importanza della prima diocesi taurinense può essere ricavata dalla circostanza che, nel 398, sotto la presidenza del primo vescovo, Massimo, si riunì in Torino un piccolo concilio, di circa settanta vescovi, per dirimere una disputa tra il vescovo di Arles e quello di Vienne. La diocesi ebbe, nella sua fase iniziale una grande estensione, in quanto oltre alla pianura torinese estendeva il suo potere anche sulle valli Lanzo, Susa, Chisone, Po, Varaita, Maira, Grana e inizialmente anche sulla valle della Moriana. l'opera di evangelizzazione fu continuata dal vescovo successore, Massimo II, almeno fino al 470.

### Le invasioni barbariche
Fu a partire dal IV secolo, che Augusta Taurinorum fu spesso bersaglio di incursioni barbare, spesso costituite da truppe poste sui passi alpini; dapprima i Dalmati Divitensi, questi poi contrapposti dagli eserciti di Costantino I, poi i Sarmati (che lasceranno traccia in alcuni toponimi sparsi per il Piemonte), quindi da Goti e Alamanni. All'inizio del V secolo, tutto il Piemonte fu vittima di incipienti occupazioni e distruzioni, mentre Torino, nonostante le sue mura difensive, fu messa relativamente a soqquadro, soprattutto intorno al periodo 403-406.

## Medioevo
Dopo la caduta dell'Impero Romano (476), i Burgundi, capeggiati da Gundobado e chiamati da Odoacre in suo aiuto, si dedicarono a vari saccheggi nel nord-Italia, nel periodo 490-493. Torino era, all'epoca, distinta in quattro borghi, che prendevano il nome delle quattro porte (Praetoria, Segusina, Palatina, Marmorea), ma le varie invasioni l'ebbero parzialmente rovinata. Il Decumano fu convertito a Cloaca maxima, con un corso di acque reflue al suo centro, da cui il nome di Via Dora Grossa. Poco fuori dalle mura, verso Madonna di Campagna, fu altresì allestito un lebbrosario, dove venivano depositati feriti di guerra e malati vari. Dopo il 493, anno della sconfitta di Odoacre da parte dell'ostrogoto Teodorico, cominciò un periodo di ricostruzione. Vittore II, terzo vescovo di Torino, insieme a Epifanio (vescovo di Pavia), si recò a Lione dal re Gundobado per esigere la restituzione di molti prigionieri. La dominazione degli Ostrogoti a Torino fu breve, oltre che combattuta contro i Burgundi del re Gontrad (che aveva occupato la Moriana fino a Susa e Aosta) per il dominio del territorio, all'incirca nel periodo 495-553, anno in cui crollarono in conseguenza della guerra gotica (535-553) e Torino passò sotto l'Impero bizantino. Durante la Diocesi di Ursicino (562-609) poi, i Longobardi riuscirono ad occupare la città nel 569.

### Il Ducato longobardo (569-773)
Dal 569 Torino fu a capo di un ducato longobardo di confine con le terre dei Franchi. Non si conosce l'estensione esatta del ducato, ma Luigi Cibrario afferma:
(Luigi Cibrario, Storia di Torino, libro II, capo II)
È probabile che a questo periodo risalga la trasformazione di alcune strutture cittadine in edifici fortificati. Nel 590 Agilulfo, duca di Torino, sposò Teodolinda, vedova di re Autari, diventando re dagli altri ducati piemontesi. Agilulfo adattò a proprio palazzo (Curtis ducis) gli edifici esistenti nell'attuale piazza IV Marzo che corrispondevano, forse, all'antica sede delle magistrature romane. Egli era di religione ariana, ma subì l'influsso della moglie cattolica, che tentava di avviare la conversione del suo popolo alla Chiesa di Roma. Fu per volere di lei che fu eretta la chiesetta dedicata san Giovanni Battista, istituito santo patrono di Torino, nell'area che ospita l'attuale Duomo, area che già ospitava piccoli templi probabilmente dedicato ai martiri torinesi Avventore, Ottavio e Solutore, oltre che a Santa Maria di Dompno. Altro duca longobardo di Torino, poi asceso al trono di Pavia, fu Arioaldo, a cui seguì una fase di continue lotte in cui la guida del ducato si intrecciò con il titolo regale. Ultimo duca di Torino a portare il titolo di re fu Ariperto II che, secondo Paolo Diacono regnò in pace per nove anni fino alla sconfitta subita da parte di Liutprando intorno al 710. La presenza longobarda a Torino è documentata da varie necropoli rinvenute sia in città sia nelle aree limitrofe, nelle quali sono presenti anche testimonianze toponomastiche di numerosi insediamenti.

### La dominazione dei Franchi (IX secolo)
Nel 773 l'esercito di Carlo Magno, dopo aver sconfitto i longobardi, entrò in Torino, che non oppose alcuna resistenza, e insediò nella città i suoi rappresentanti comitali rendendo, di fatto, la città, una contea franca, con stessa estensione territoriale del precedente Ducato. Nell'818 su mandato di Ludovico il Pio, divenne vescovo di Torino Claudio, che si distinse tra gli iconoclasti dell'epoca. Il 25 maggio dell'anno 825 l'imperatore Lotario I promulga il capitolare di Corteolona che costituì le scuole imperiali, oltre a Pavia capitale del Regno d'Italia, anche Torino ebbe la scuola di diritto, di retorica e arti liberali, ereditando la tradizione della scuola di diritto, fondata dall'imperatore romano Teodosio I; dalla sede di Torino dipendevano anche gli studenti di Ventimiglia, Albenga, Vado, Alba. Già nell'888, la cittadina non fu più sotto il diretto dominio dei Carolingi, poiché deposto il regno di Carlo il Grosso. La città quindi, per un breve periodo, dovette dipendere da signori di altre dinastie marchionali, di fatto appartenenti alla vicina Ivrea, come Anscario I e II e Adalberto I. Soltanto l'abate Ugo di Novalesa, uno dei figli di Carlo Magno, ebbe un parziale potere su Torino, quando, nel 906, dall'Abbazia di Novalesa, fece traslare le reliquie di San Valerico presso la Chiesa di Sant'Andrea (il futuro Santuario della Consolata), per difenderle dai trafugamenti dei saraceni, da lì a poco in arrivo.

### La Marca di Torino (940-1091)
Nel 940, Ugo di Provenza già cinto come re d'Italia, investì Arduino il Glabro del titolo di conte di Torino. Quando, pochi anni dopo, Berengario II strappò il trono al suddetto Ugo, continuò, di fatto, a riconoscere Arduino il Glabro a capo della Marca di Torino, una realtà feudale appena costituita che riuniva, oltre alla cittadina, numerosi comitati franchi quali, ad esempio, Asti, Alba, Albentimillio (Ventimiglia) e Albenga. Tuttavia, il nuovo feudo non riuscì a porsi al riparo dalle numerose incursioni saracene e/o ungare; secondo un cronista ungherese, nel 954, sia Torino sia Susa furono saccheggiate da quest'ultimi. Di contro, le scorrerie saracene provenienti dal Piemonte meridionale e orientale (ad esempio, Frassineto, la Costa Azzurra e Novalesa), spinsero molti a trovar rifugio sia a Torino sia a Breme. Per esempio, i marchesi arduinici trovarono rifugio fortificandosi nella Porta Fibellona. Dopo Arduino il Glabro, succedette il marchese Mangifredo che, intorno al 1000, trasmise il titolo a suo figlio Olderico Manfredi II. Quest'ultimo, nel 1035 morì lasciando solamente tre figlie, la maggiore delle quali, Adelaide di Susa, divenne, di fatto, l'erede di tutta la Marca torinese. Tuttavia, quando quest'ultima morì nel 1091, la Marca perse la capacità di coesione geopolitica, sfaldandosi rapidamente; il potere quindi, ritornò nuovamente in mano alla Diocesi del vescovo Guiberto.

### I Savoia (XI secolo)
Poco dopo la morte di suo padre, Adelaide di Susa sposò Ermanno di Svevia, figliastro dell'imperatore Corrado II il Salico, ma questi morì nel 1038. Si risposò nel 1042 con Enrico del Monferrato, ma anche questi morì nel 1045. Nuovo consorte fu quindi Oddone conte di Savoia-Aosta e Moriana, a sua volta figlio cadetto del primo conte di Moriana, Umberto I Biancamano, di origini burgunde, divenuto conte anche della regione della Savoia francese nel 1034, e considerato il capostipite di Casa Savoia. Da Adelaide e Oddone nacque Amedeo II, che a sua volta generò Umberto II, detto poi "il Rinforzato". Amedeo II morì relativamente giovane, e, sul finire del X secolo, il territorio torinese fu minacciato sia dalle pretese ereditarie di Federico di Montbéliard e dei conti di Albon, sia dagli Aleramici di Bonifacio del Vasto e dal controllo di Enrico IV del Sacro Romano Impero. Quando Umberto II prese pieno titolo sul territorio, riuscì a difenderlo e a passare il dominio al figlio Amedeo III di Savoia, detto il "Crociato" che, nel 1125 ottenne il riconoscimento di Marchese, tuttavia insediandosi soltanto nel 1131.

### Basso Medioevo
Nel 1148, Amedeo III di Savoia morì a Nicosia durante la seconda crociata, quando suo figlio Umberto III (detto poi il Beato) era ancora bambino. Fu quindi il vescovo Carlo I a reggere temporaneamente il potere in città, con riconoscimento imperiale da parte di Federico Barbarossa nel 1159, e riconfermato da Enrico VI di Svevia nel 1196, in quale, tra l'altro, soggiornò per breve tempo in Torino. La città mantenne pressoché lo schema originale del castrum, tuttavia nuove e strette vie ruppero la geometrica regolarità del quadrilatero. Sorsero nuove chiese e conventi, ma senza particolari aumenti di popolazione. Sul finire del XII secolo, si accentuò lo scontro con gli allora potenti comuni di Asti, di Chieri e Testona, in particolare negli scontri tra guelfi, Impero e sabaudi. Nel 1193, Torino ottenne dal vescovo il permesso di utilizzo delle fortificazioni, a difesa della città.
Nel 1218, i contrari alle riforme clericali si schierarono con Federico II di Svevia, mentre Tommaso I di Savoia assecondò il Vescovo Giacomo di Carisio, che però dovette cedere la Signoria di Chieri. A difesa del potere temporale quindi, Papa Gregorio IX, dopo la scomunica a Federico II di Svevia, dovette inviare gli Angioini a difesa del Piemonte. Nel 1248, Federico II dovette cedere in feudo a Tommaso II (figlio di Tommaso I di Savoia) la contea torinese, ma la cosa non piacque ai podestà guelfi di Asti, che mal sopportavano il controllo sabaudo, e presero quindi in ostaggio l'abate di Susa. Dunque, Tommaso II offrì loro battaglia al castello di Montebruno, frazione di Garzigliana di Pinerolo il 23 novembre 1255, dove però capitolò. Dovette quindi ritirarsi in città, ma qui fu fatto prigioniero, e Torino divenne temporaneamente astigiana, almeno fino al 1269, quando fu scacciato l'ultimo podestà, Pietro di Braida. Poi, per circa sei anni, la città passò a Carlo I d'Angiò, che aveva già sottratto agli astigiani Alba e Savigliano. Gli Angioini furono successivamente sconfitti dall'esercito del Marchese Guglielmo VII del Monferrato nel 1276. Quest'ultimo, tuttavia, ebbe dominio breve, poiché sconfitto da Tommaso III di Savoia, detto "il Tommasino", nel 1280. Torino ritornò quindi a essere sabauda col suo successore, Filippo I di Savoia.

#### Il ramo degli Acaja (XIV secolo)
Malgrado rinchiusa nell'originario tracciato romano, la città fu importante punto di incontro commerciale. L'attraversamento del fiume Po dalla Casaforte degli Acaja fu garantito da un ponte ligneo, che sostituì quello romano in pietra, ormai fatiscente. I commercianti potevano alloggiare in locande tra cui si ricordano:il Falcone, Le chiavi, L'angelo, Il leon d'oro. Per poveri e pellegrini delle Vie romee, sorsero i primi piccoli ospizi e ospedali; fra i più antichi quello di San Giovanni, fuori città, presso l'Abbadia di Stura-Barca, fondato da San Giacomo di Stura nel 1146. Tra la Dora e la Stura vi era l'ospedale di San Lazzaro riservato ai lebbrosi. Poco fuori dalla porta di Palazzo sorgeva l'ospedale di San Biagio.
I Cavalieri del Santo Sepolcro possedevano una loro mansio, per accogliere i pellegrini, circa due chilometri fuori da porta Segusina, mentre i Cavalieri templari avevano una loro casa presso il ponte di Testona. Oltre alle porte storiche, nelle mura furono aperte anche altre porte minori (anche in epoca romana si suppone che vi fossero pusterle in corrispondenza delle torri lungo le mura).

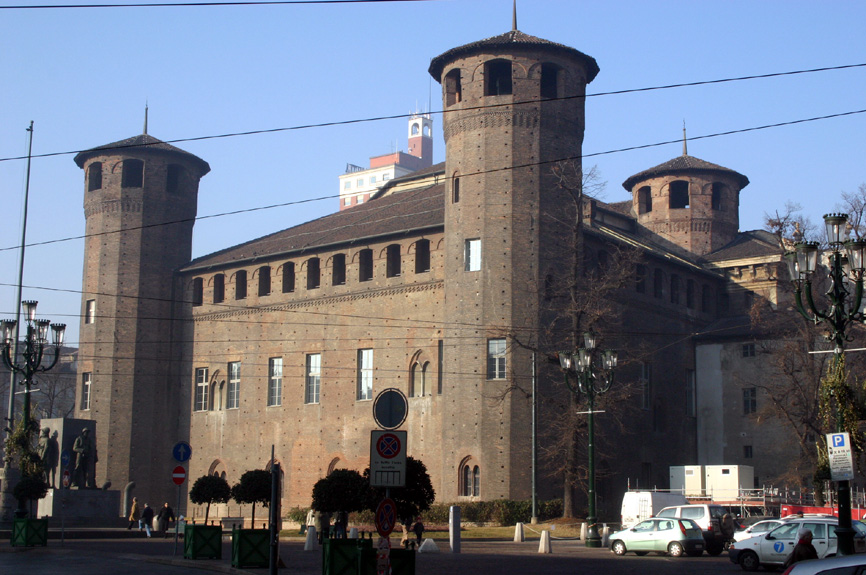
La Casaforte degli Acaia

La Quarta crociata ad Atene e Costantinopoli (1202-1204) diede alcuni poteri sovrani a molti nobili europei, tra i quali spiccò il Principato d'Acaia (o Acaja, indicando come "Acaia" la regione storica dell'antica Grecia), poi ereditato da Isabella di Villehardouin, per volere del suocero Carlo II d'Angiò di Napoli; questa rimase però vedova, e si risposò con Filippo I nel 1301, figlio di "Tommasino" di Savoia, dando così origine al ramo cadetto dei Savoia-Acaia. Tommaso III di Savoia si distinse per aver obbligato alla resa le mire espansionistiche di Guglielmo VII del Monferrato, quest'ultimo fatto prigioniero dalla truppe sabaude nel 1280, come ci racconta il Cibrario:
(Luigi Cibrario, Storia di Torino, libro IV, capo I)
Assunti i pieni poteri su Torino, il figlio Filippo I di Savoia-Acaia invece, si occupò di rinforzare ulteriormente la Casaforte di Piazza Castello, nel periodo 1317-1320, mentre gran parte della potestà del Principato fu sposata temporaneamente a Pinerolo. Alla morte di Filippo I di Savoia-Acaia nel settembre 1334, una congiura capeggiata da Azzone Visconti di Milano alimentò le dispute per il dominio su Torino, ambìta - già da anni - sia dal potente Marchesato di Saluzzo (Federico I) sia del Monferrato (Teodoro I), ma le incursioni furono brillantemente sventate dai militari. In questo periodo, la politica dei Savoia-Acaja fu tesa a ottenere l'infeudamento torinese direttamente dal Sacro Romano Impero. Nel 1359, Amedeo VI di Savoia, detto il Conte Verde, difese militarmente Torino e alcuni territori piemontesi, unendoli in un unico Principato, oltre che a distinguersi in varie campagne in varie parti d'Italia e in Oriente. Nel 1362 Torino venne restituita, dietro nuovi giuramenti di fedeltà, al figlio di Filippo, Giacomo di Savoia-Acaia, succeduto nel frattempo al padre, mentre il Conte Verde si preoccupò di riformulare gli Statuti cittadini.. La pace di Torino del 1381 inoltre, ristabilì gli accordi politici tra la repubblica di Genova, di quella di Venezia, dei Visconti di Milano e del re d'Ungheria.
Nel 1404, Ludovico decise di istituire il primo "Studio in diritto civile e canonico e nelle scienze, a vantaggio ed onore della città di Torino", in cui s'insediarono due legisti e due medici stipendiati dal comune. L'anno dopo, papa Benedetto XIII ufficializzò lo Studio, mentre nel 1412 giunse anche il diploma imperiale che accorpava anche le dottrine teologiche, il diritto civile e canonico, filosofia naturale e morale, medicina e arti liberali. Nel 1421, a causa di un'epidemia, il corpo di Studio fu temporaneamente trasferito a Chieri e, nel 1434-1436, a Savigliano. Alla fine del XV secolo, lo Studio contava già 25 professori, ma fu solo grazie a Vittorio Amedeo II di Savoia che, nel XVII secolo, si sviluppò maggiormente.

Nel 1418 Ludovico, ultimo discendente dei Savoia-Acaia, morì senza eredi e Torino tornò sotto dominio diretto di Amedeo VIII che, nel 1416, ottenne dall'imperatore Sigismondo la trasformazione del titolo comitale in Ducato.

#### Il Ducato di Savoia (1418)

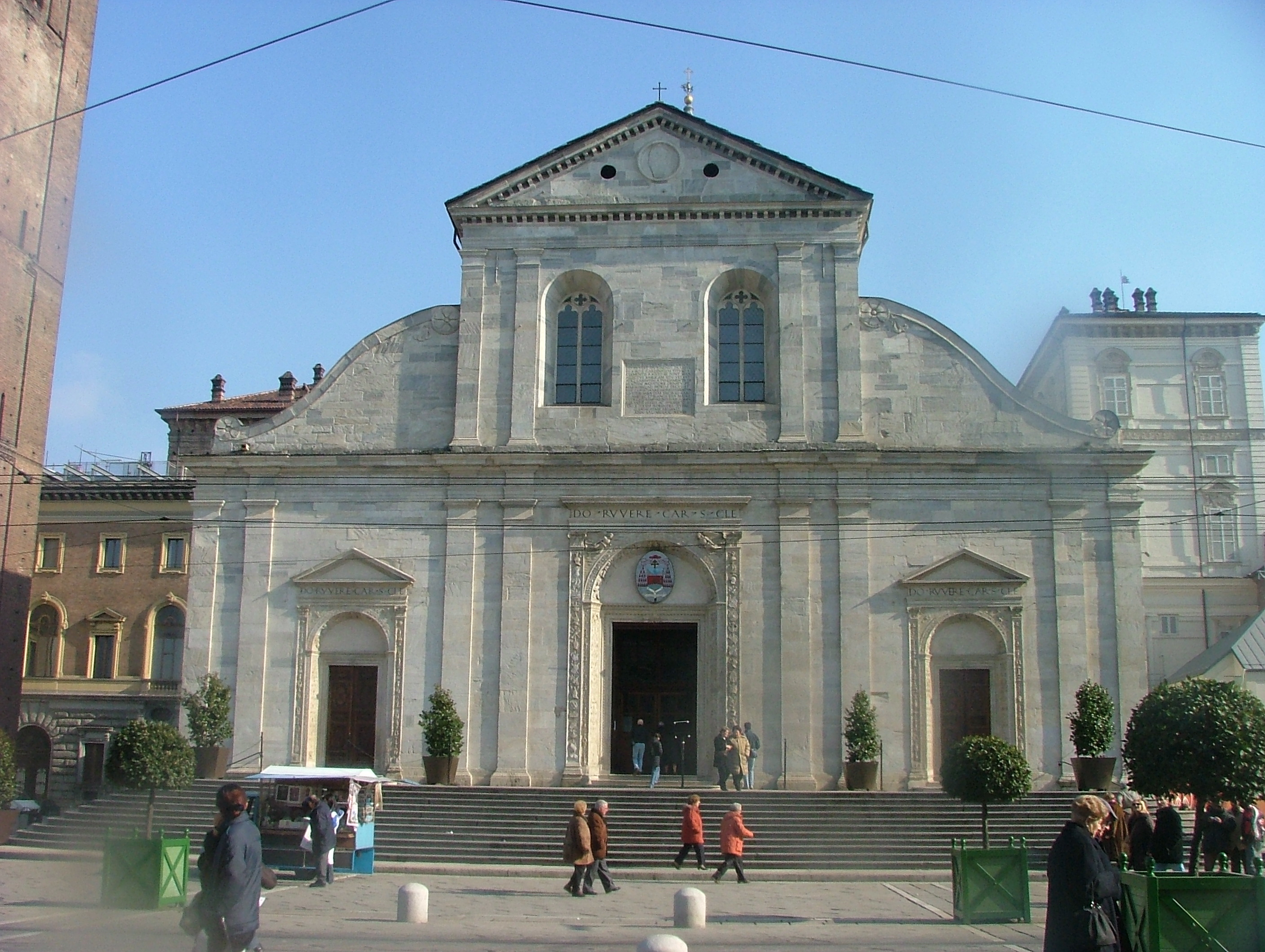
L'attuale facciata del Duomo è rinascimentale (1505)

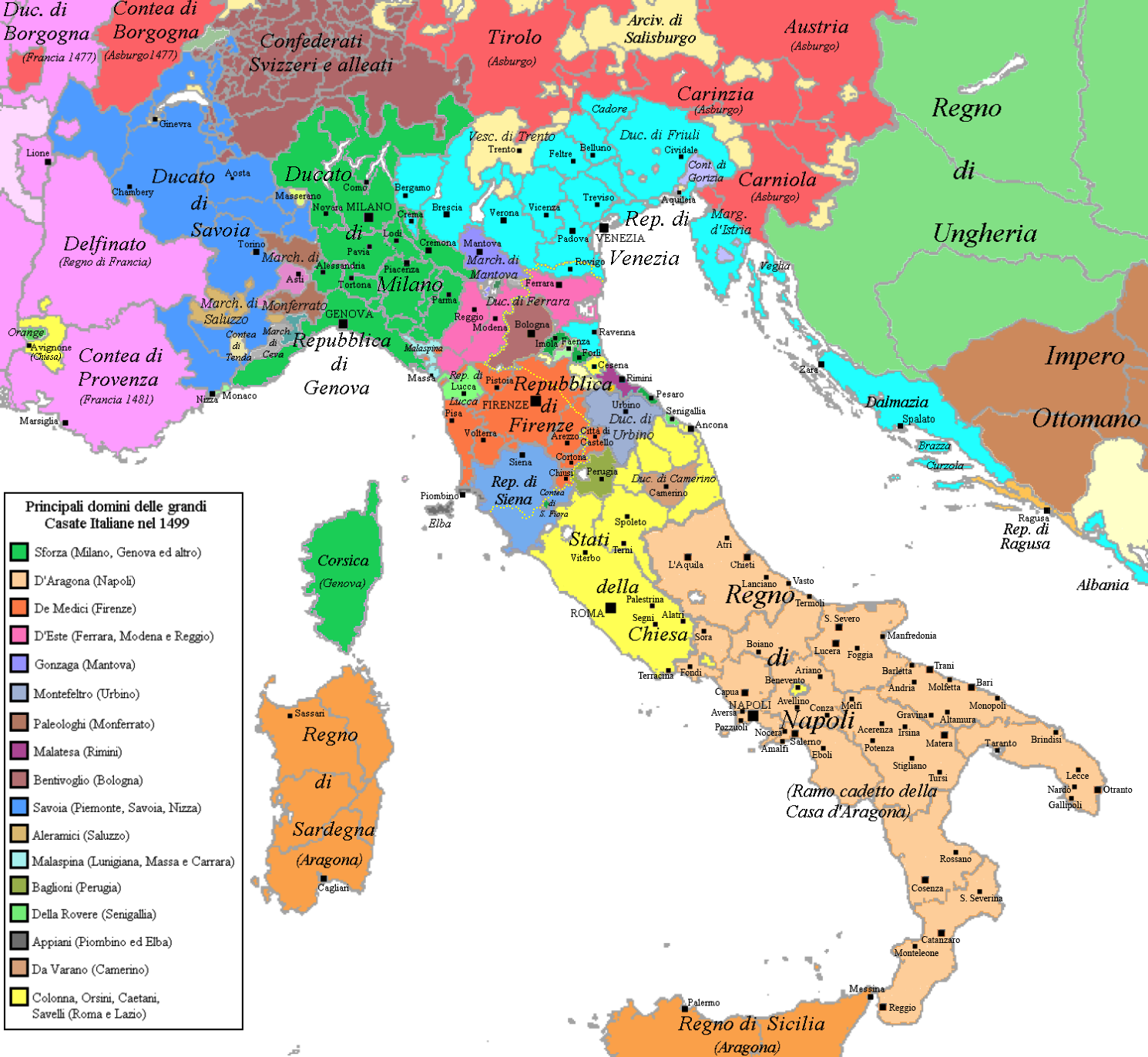
L'Italia nel 1499

Nel periodo 1418-1424, Amedeo VIII di Savoia cominciò ad appoggiare la riconquista degli Acaia di alcuni territori piemontesi sottratti dal Marchesato del Monferrato, tuttavia con una certa flemma, da cui il titolo di duca Pacifico. L'accorpamento di tali territori, fecero di lui un fine stratega politico, soprattutto quando riportò l'antico titolo dei Savoia al rango di "Principi di Piemonte", sebbene, geograficamente, a capo di un Ducato. L'opera di unificazione amministrativa terminò con l'alternanza di un consiglio ducale, di fatto, con capitale francese a Chambéry in Savoia, più un consiglio ducale cismontano, con sede a Torino. Nel 1453, sotto il duca Ludovico è da ricordare il Miracolo eucaristico di Torino, in seguito al quale venne eretta la cappella dell'attuale Basilica del Corpus Domini. Nel 1472 venne aperta in Torino la prima stamperia e, nel 1495, fu pubblicato il primo testo in volgare, Fior di vita. L'edificio di rilievo di questo periodo rimane l'odierna facciata del Duomo, costruita nel 1491-1505, sulle rovine delle antiche chiese di San Salvatore, Santa Maria di Dompno e San Giovanni Battista. Nel 1472, morì Amedeo IX, lasciando il Ducato a sua moglie, la Duchessa Iolanda, che dimorò nel Castello di Moncalieri. Questa morì però soltanto sei anni dopo, lasciando la reggenza al figlio Filiberto I, tuttavia ancora bambino. Questo contesto aprì una fase di forte instabilità politica e di varie lotte dinastiche, interrotte, anche se per breve tempo, nel 1496, dal duca Filippo di Bresse detto il senzaterra.

## L'età moderna
Il XVI secolo torinese si aprì con la costruzione (1501) e l'inaugurazione (1505) del nuovo Duomo, voluto fortemente dal duca Filiberto II e dal vescovo Della Rovere. Nel 1510 e, successivamente, nel 1522, Torino fu poi colpita dalla peste, che impoverì temporaneamente la città. A risollevare le sue sorti non bastò, nel 1515, l'elevazione della stessa a sede arcivescovile, in modo da non annetterla alla Diocesi del Marchesato di Saluzzo, all'epoca alleato dei francesi.

### L'occupazione francese (1536-1559)

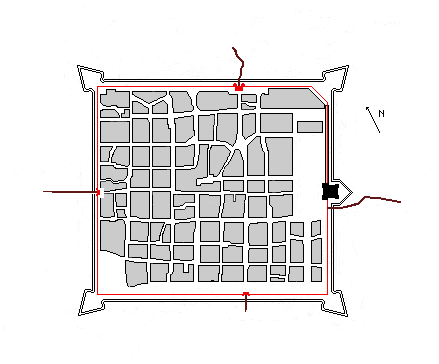
Torino durante l'occupazione francese del XVI secolo

L'imperialismo francese di Francesco I contro il potere di Carlo V, a capo del Sacro Romano Impero nel 1519, coinvolse anche la Savoia e Torino. Negli anni immediatamente successivi, i sabaudi dovettero subire le scorrerie dagli eserciti di entrambe le fazioni. L'allora duca Carlo II di Savoia tentò di rafforzare la cinta difensiva, ancora d'epoca romana, con quattro nuovi bastioni agli angoli della città. Tuttavia, il 3 aprile 1536, i francesi riuscirono a entrare, e Carlo II dovette riparare a Vercelli. L'occupazione francese di Torino modificò alcune sue strutture urbane; nel 1537, gli stessi terminarono i lavori dei bastioni, ma abbatterono completamente la porta romana Segusina, alcuni edifici di Borgo Po e di Borgo Dora e gli ultimi resti dell'anfiteatro romano. I bastioni della città vennero ricordati nell'opera Gargantua e Pantagruel:
(François Rabelais, Gargantua e Pantaguele, cap. 64)
Allo scopo di integrare Torino alla Francia, nel 1539 venne istituito, in sostituzione del consiglio ducale, un parlamento analogo a quello delle province francesi.
 Dopo alterne vicende, nel 1557, i francesi furono sconfitti nella battaglia di San Quintino (in Piccardia), dal duca Emanuele Filiberto di Savoia detto il "Testa di Ferro", figlio di Carlo II e comandante delle truppe imperiali. Con la pace di Cateau-Cambrésis del 1559, i francesi dovettero restituire Torino, la Savoia e il Piemonte a quest'ultimo. Questi eventi furono poi immortalati nel Monumento a Emanuele Filiberto di Savoia in Piazza San Carlo.

### Torino capitale del Ducato di Savoia

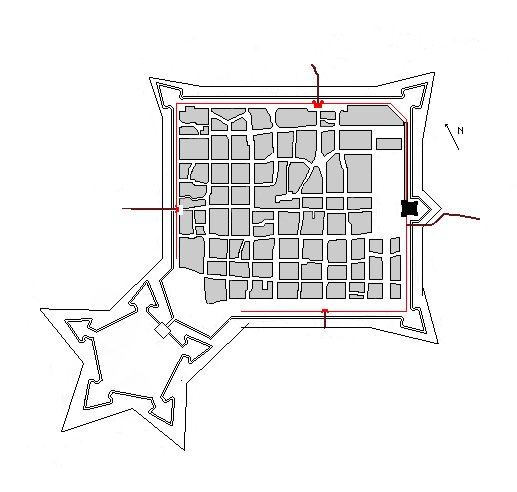
Torino e la Cittadella (1568)

A difesa della città, il duca affiancò anche numerose iniziative, destinate a rendere sontuosa la sua capitale. Fu progettata l'attuale pianta di Piazza Castello, rimaneggiando il Castello-Casaforte degli Acaja e progettando quello che sarà il Palazzo Reale. Nei dintorni della città vennero erette, o ammodernate, varie residenze di campagna destinati allo svago sabaudo, della sua corte e degli ospiti. Oltre ai lavori ai castelli di Miraflores, Lucento e Rivoli, Emanuele Filiberto fece anche acquistare la villa della famiglia Birago posta in riva al Po, trasformandola in un castelletto circondato da un parco (da questo avranno poi origine il Parco del Valentino e l'omonimo castello).

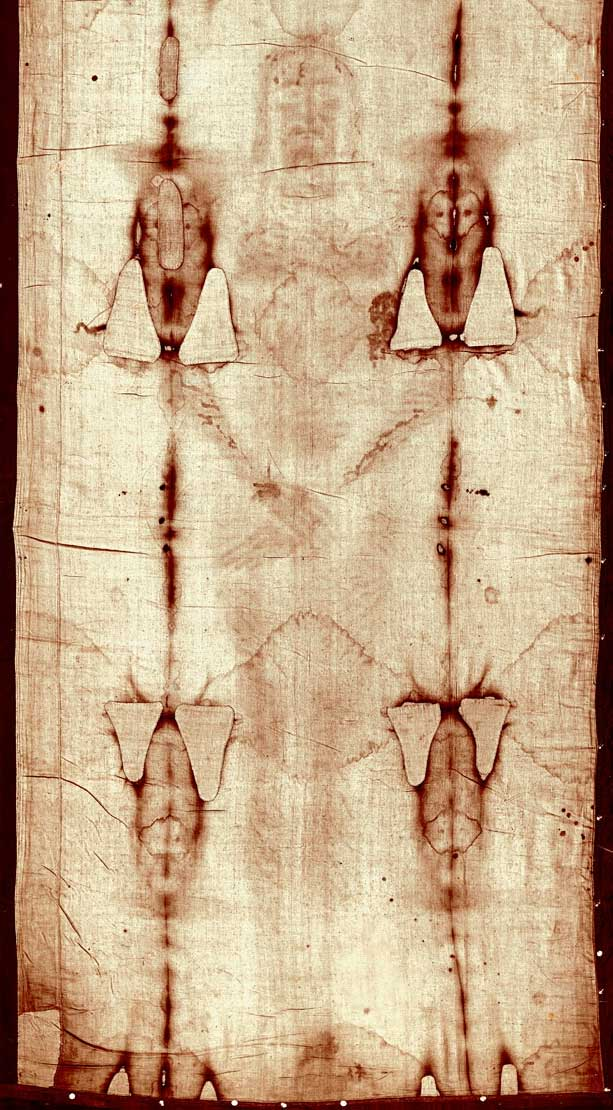
La Sacra Sindone

Nel 1568, fu sviluppata anche l'area e la palazzina di Regio Parco, tuttavia, con l'assedio del 1706 questa fu distrutta; sui resti sorse l'edificio dei Tabacchi, mentre gran parte del verde fu utilizzato nel 1820 per costruire il Cimitero Generale. Nel 1566 inoltre, rientrarono in città anche le Facoltà universitarie, spostate temporaneamente a Mondovì. Nel 1578 inoltre, vi fu lo spostamento della importante reliquia della Sacra Sindone da Chambéry a Torino, per favorire i pellegrinaggi del cardinale milanese Carlo Borromeo. L'abbattimento dei borghi fuori dalle mura da parte dei francesi, portò a un successivo ampliamento della città e della popolazione che, nel 1570 arrivò a circa 30 000 abitanti, causando anche dei problemi di sovraffollamento. Nel 1616 poi, il cardinale Maurizio di Savoia, figlio del duca, iniziò i lavori di costruzione della collinare Villa della Regina. Il Duca Carlo Emanuele I invece, si occupò della cultura, chiamando a corte letterati quali Torquato Tasso, Gabriello Chiabrera, Fulvio Testi, Giovan Battista Marino, Alessandro Tassoni. Nel 1577, soggiornarono brevemente a Torino anche i filosofi Giordano Bruno e Giovanni Botero.

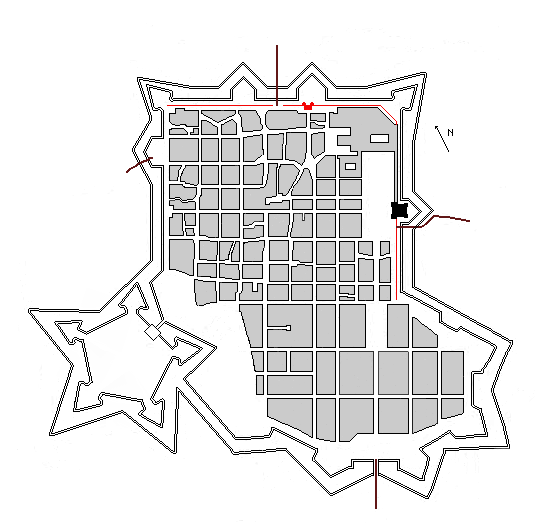
Il primo ampliamento della città, verso sud (1620)

Solo nel 1620, Carlo Emanuele I realizzò il primo ampliamento della città, che prevedeva lo sviluppo di una città moderna (la cosiddetta "Città Nuova"), territorialmente ampliata verso sud; il piano fu redatto dall'architetto militare Ercole Negro di Sanfront. Dai sapienti progetti di Carlo di Castellamonte, furono quindi realizzate la via Nuova (oggi via Roma), la Piazza Reale, adibita a mercato e botteghe artigiane (oggi Piazza San Carlo), fino alla nuova porta meridionale, ovvero la "Porta Nuova" (l'antico ingresso di Porta meridionale Marmorea di via Santa Teresa fu abbattuta nel XIV secolo), che doveva dare accesso al nascente borgo di San Salvario e la residenza sabauda estiva del Castello del Valentino.
L'antica Porta occidentale della città invece, la Segusina, già abbattuta nel 1585, divenne semplicemente una piazzetta (attuale Piazza Savoia). Molte le costruzioni sacre progettate in questo periodo, ad esempio il Convento dei Cappuccini e l'Eremo dei Camaldolesi (quest'ultimo per soddisfare il voto fatto in occasione dell'epidemia del 1599).

### La peste del 1630

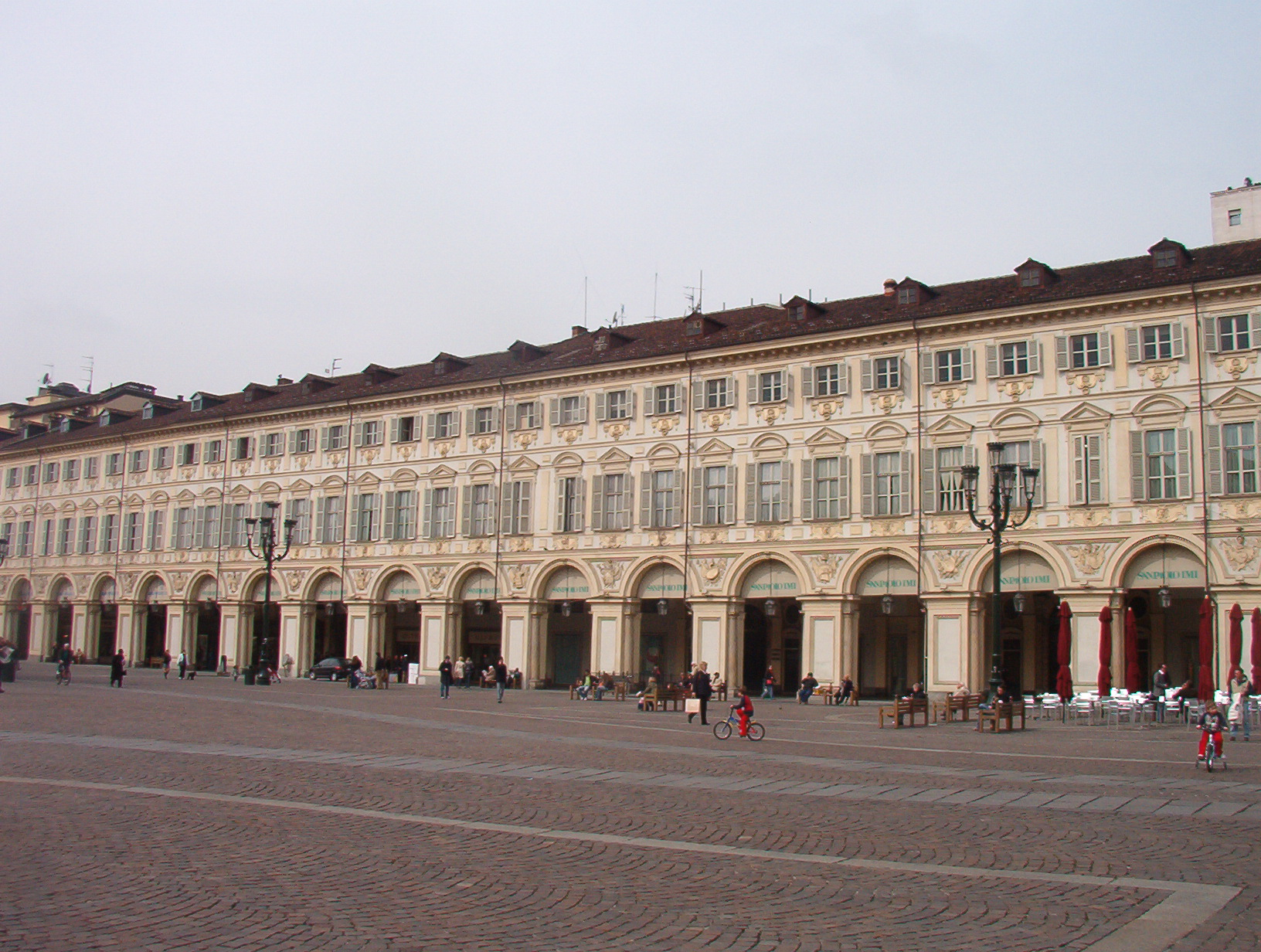
Primo ampliamento di Torino: portici di P.za S. Carlo (opera di Carlo di Castellamonte, 1638-1650 c.ca)

Torino dovette subire due epidemie di peste, una nel 1599 e l'altra, ben più severa, nel 1630, che decimò, di fatto, la popolazione: il morbo causò, infatti, la morte di quasi un terzo dei circa 25 000 abitanti in poco più di un anno.  Nei giorni peggiori si raggiunsero, a detta dei cronisti dell'epoca, anche i 200 decessi al giorno. I moribondi furono ospitati nei lazzaretti di Borgo Dora e Madonna di Campagna, mentre la Corte si trasferì a Cherasco, lasciando la città in mano al sindaco Giovanni Francesco Bellezia, che si distinse per i soccorsi ai malati. Fu in questo contento che il medico torinese Giovanni Francesco Fiochetto scrisse il "Trattato della peste, et pestifero contagio di Torino". La città fu successivamente colpita dalla peste del 1656 ma in modo più marginale, poiché colpì prevalentemente il Regno di Napoli e arrivando a lambire territorialmente solo Genova.

### La guerra civile (1637-1640)
Nel 1637 morì, a Vercelli, il duca Vittorio Amedeo I lasciando il Ducato al figlio Francesco Giacinto, che però era ancora bambino. Dunque, la reggenza fu assunta dalla Madama Cristina di Borbone-Francia, vedova del defunto e sorella del re di Francia, ma la carica fu contestata dai fratelli del duca, il cardinale Maurizio e il principe Tommaso Francesco di Savoia-Carignano. Questi, entrambi alleati della Spagna, temendo uno spostamento della politica nella sfera francese, chiesero la creazione di un consiglio di reggenza, proposta che la Madama Reale rifiutò. Il confronto divenne, in breve tempo, militare, e il 27 luglio 1639 i principisti, appoggiati dagli spagnoli, conquistarono Torino, senza però riuscire a entrare nella cittadella, presidiata dalle truppe francesi. Dalla cittadella, partirono spari e bordate verso la città, che subì danni abbastanza consistenti, mentre dai bastioni venne lanciato un cannoneggiamento sulla cittadella. A partire dal maggio 1640, un esercito francese assediò la città, ma fu minacciato, a sua volta, dall'esercito spagnolo. Questa situazione di "doppio assedio" viene citata nel romanzo di Victor Hugo Notre-Dame de Paris:
Nel settembre del 1640, la situazione si risolse: i principisti lasciarono la città e, nel 1642, si giunse a un accordo definitivo tra i contendenti, accordo che vide la reggente, Madama Reale, ben salda al potere, posizione che mantenne fino alla morte, anche dopo che il duca Carlo Emanuele II, successo al fratello morto in tenera età, giunse alla maturità.

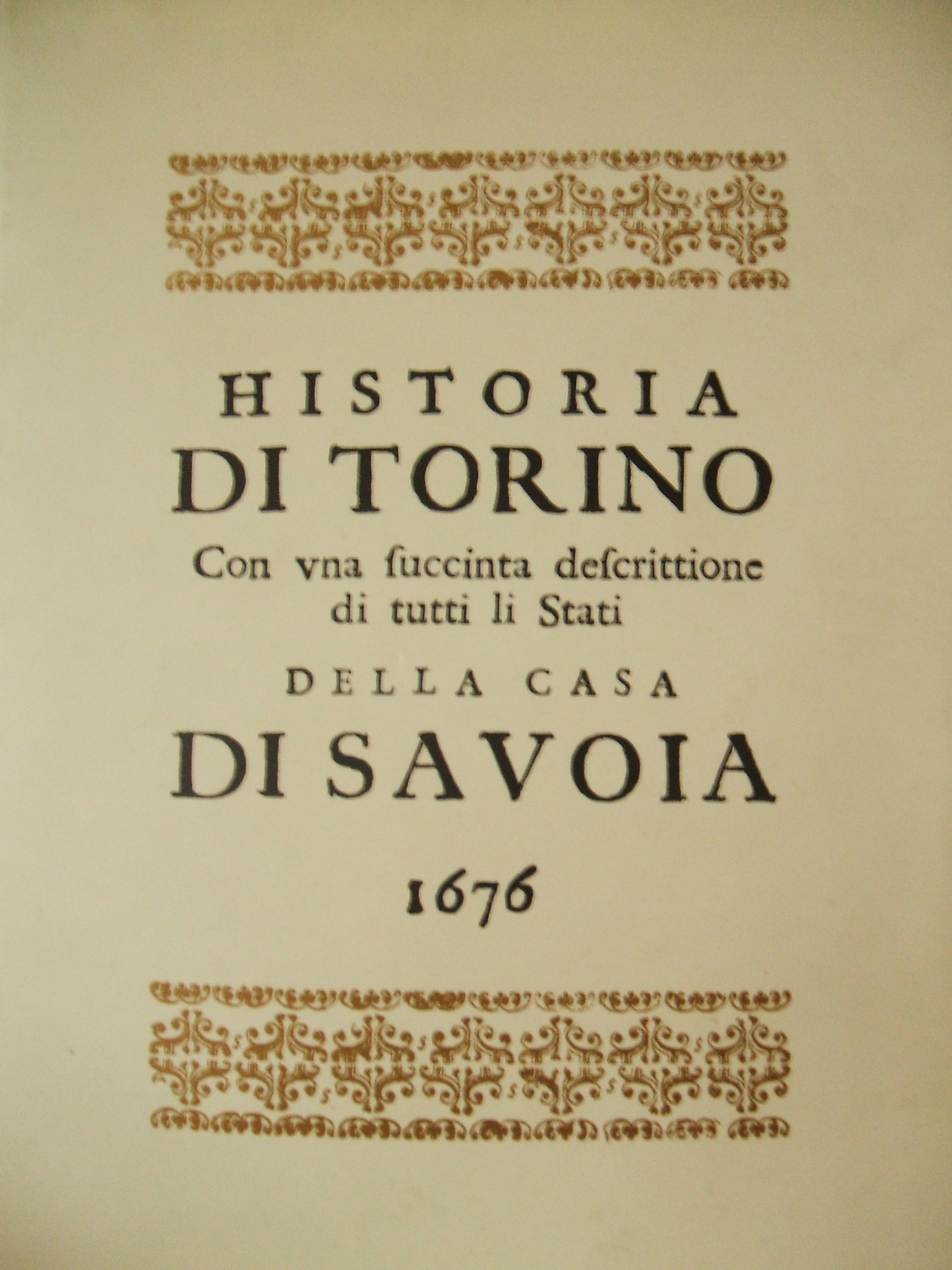
Frontespizio del volume di Giovanni Andrea Pauletti del 1676 dedicato alla Storia di Torino e degli Stati della Casa Savoia

### Torino barocca (XVII secolo)
Nonostante i danni della peste e della guerra civile, la popolazione torinese si riprese subito, aumentando da 36 649 abitanti del 1631 a 43.866 del 1702. Gli imponenti lavori di fortificazione e di costruzione di eleganti palazzi e residenze barocche, comportarono l'afflusso in città di molta manodopera.

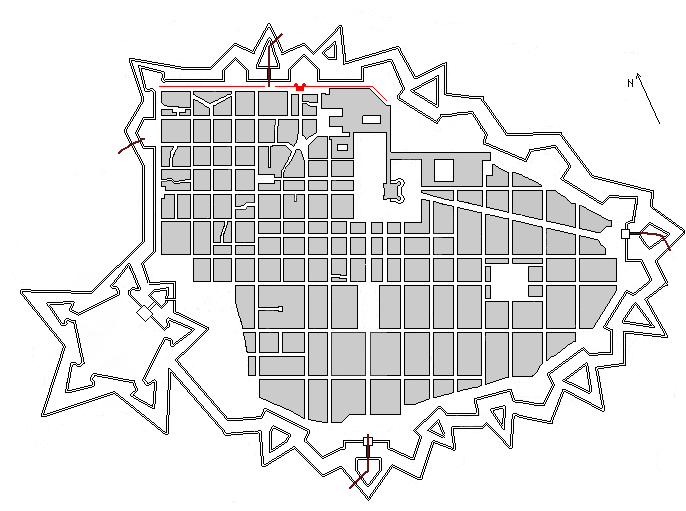
Il secondo ampliamento della città, verso est (1673)

Tra gli edifici di maggior rilievo di questo periodo, il completamento del Palazzo Ducale (Reale), da parte di Amedeo di Castellamonte nel 1658, inizio dei lavori al parco dei Giardini Reali sul retro (1697), la Cappella della Sacra Sindone di Guarini del 1666, la nuova Real Chiesa di San Lorenzo (Guarini 1667-1680), Palazzo Carignano (Guarini 1680), il Palazzo Barolo (Baroncelli), il nuovo Palazzo di Città (Lanfranchi), l'Arsenale (Amedeo di Castellamonte), la ricostruzione della manica tra il Palazzo Ducale e il Castello-Casaforte (poiché fu parzialmente distrutta da un precedente incendio nel 1657).

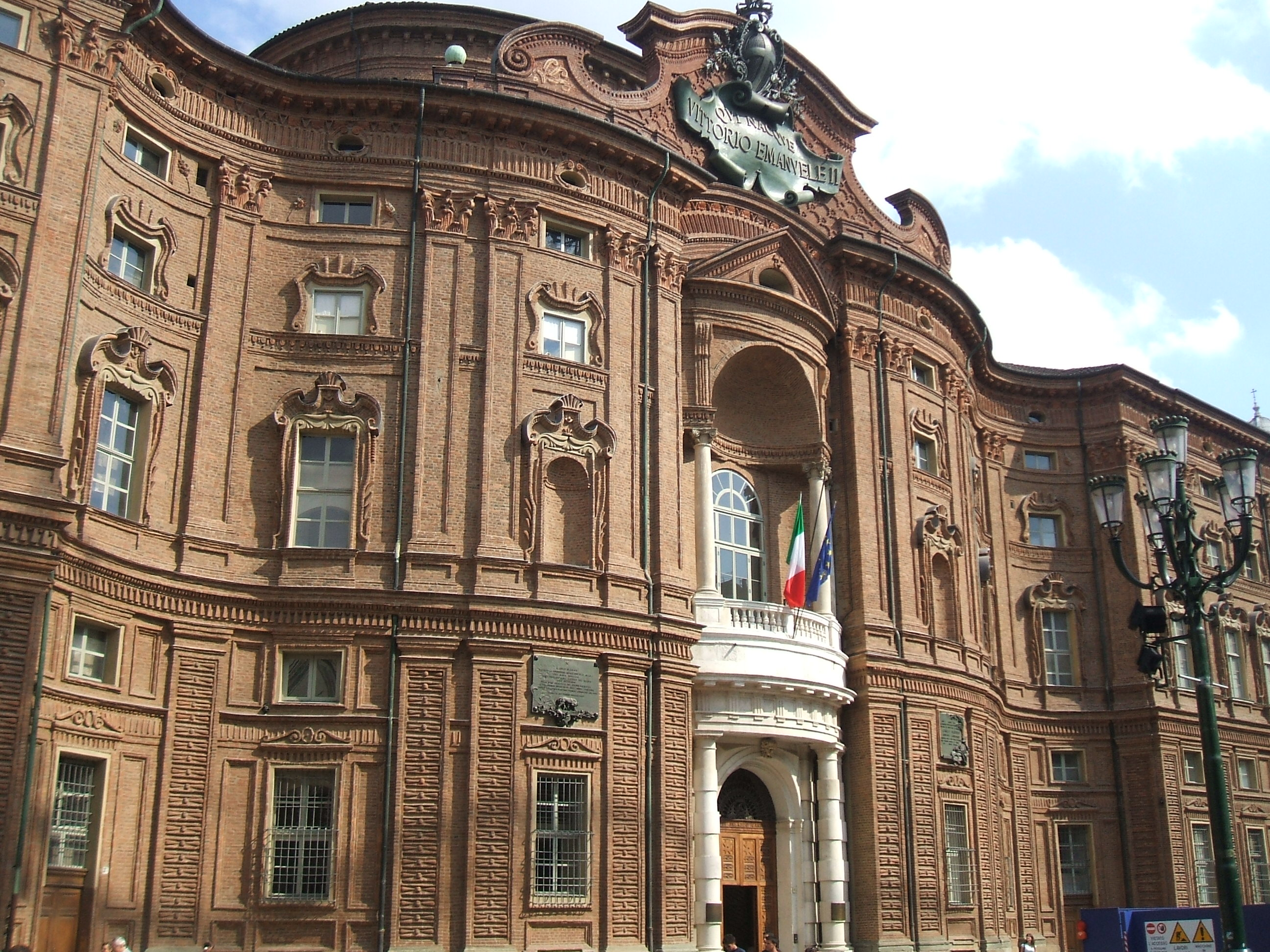
Palazzo Carignano, progettato dal Guarini

Anche fuori dalle mura della città si vide l'edificazione, o il restauro, di imponenti ville e palazzi: nel 1660 fu completato, nella forma che mantiene tuttora, il Castello del Valentino e, nel 1661, Amedeo di Castellamonte iniziò i lavori della Reggia di Venaria Reale. La forte espansione politica ed economica di Casa Savoia, portò Carlo Emanuele II a far abbattere il primo ampliamento della città nel 1671, e il 23 ottobre 1673 posò la prima pietra del secondo ampliamento. I nuovi confini cittadini prevedevano l'espansione verso est e verso sud, con la nuova sezione, detta Contrada di Po, e la via detta via di Po, quindi verso le attuali piazzetta Cavour, via Maria Vittoria, piazza Vittorio Veneto (all'epoca Piazza d'Armi) e una piazza principale della Contrada, titolata allo stesso duca Carlo Emanuele II (poi soprannominata, dai torinesi, "Piazza Carlina"). Tra il 1660 e il 1682 venne poi realizzata, per volere ducale, l'opera Theatrum Statuum Sabaudiae, allo scopo di conservare e illustrare città, luoghi e monumenti dei Savoia e del Piemonte in genere (una preziosa copia colorata dell'opera è conservata presso la Biblioteca Reale). All'interno del nuovo ampliamento, trovarono anche posto le vie San Filippo (l'attuale via Maria Vittoria), le Scuderie del principe di Carignano (attuale via Bogino), via d'Angennes (via Principe Amedeo) e via San Francesco da Paola, ovvero il ghetto ebraico, istituito a partire già dal 1679.

### Da Ducato a Regno (XVIII secolo)

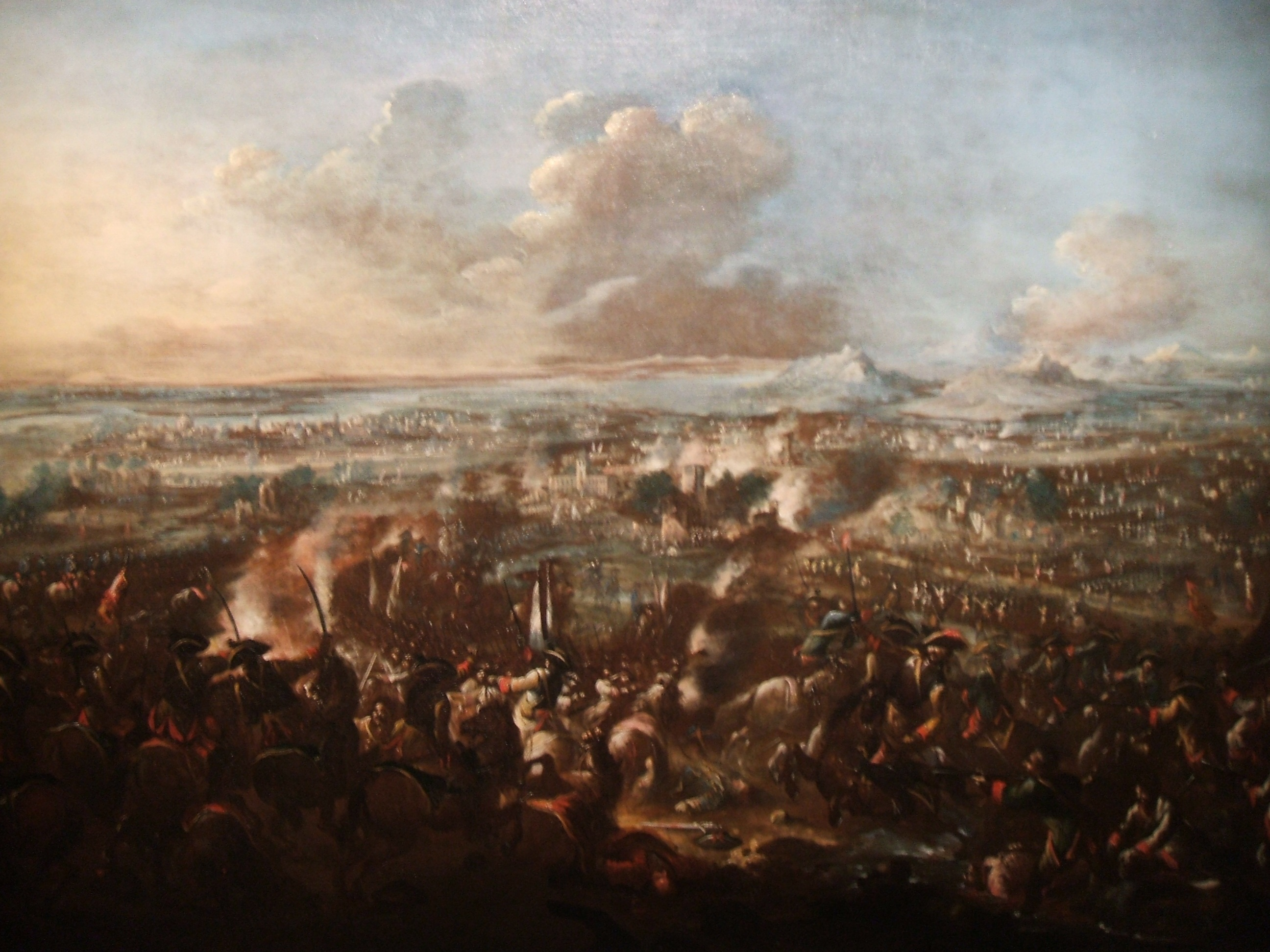
Una battaglia durante l'Assedio di Torino (1706)

All'inizio del XVIII secolo, durante la guerra di successione spagnola, Torino venne più volte minacciata dall'esercito francese. Nel 1705, l'assedio alla città venne evitato per mancanza di rinforzi ma, l'anno successivo, la città venne sottoposta a un lungo assedio, durato 117 giorni (14/5-7/9/1706). La cittadella resistette eroicamente, anche grazie alle gallerie di contromina e al sacrificio di uomini quali Pietro Micca, che fermò l'avanzata dei nemici nei cunicoli della Mezzaluna. Liberata infine dalle forze austro-piemontesi di Vittorio Amedeo II di Savoia e di suo cugino, il Principe Eugenio, dopo il trattato di Utrecht la città divenne seconda città del Regno di Sicilia, poi scambiato, in ottemperanza del trattato di Londra del 1718, col Regno di Sardegna.

Come ringraziamento alla Madonna per la vittoria sui francesi, nel 1715 Vittorio Amedeo II fece costruire sulla collina la Basilica di Superga, progettata da Filippo Juvarra. La madre di Vittorio Amedeo II, Maria Giovanna Battista di Savoia-Nemours, vedova di Carlo Emanuele II, acquisì il titolo di Seconda Madama Reale e fu la seconda reggente ad alloggiare nel Palazzo Madama, la cui facciata fu disegnata, sempre da Juvarra, nel periodo 1716-1718.

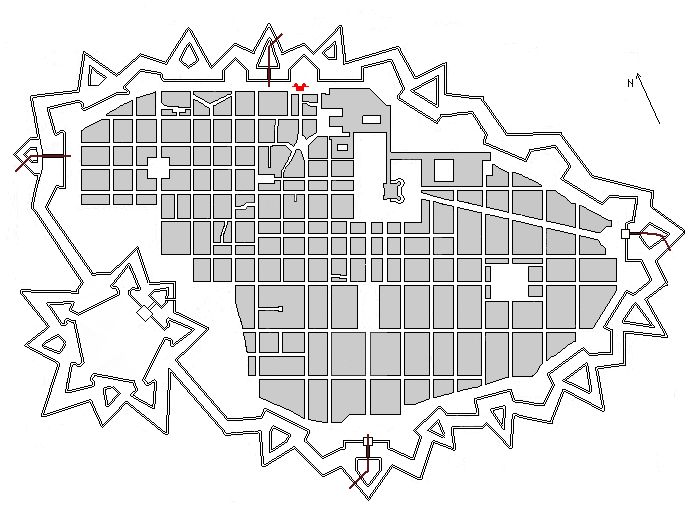
Il terzo ampliamento della città, verso ovest (1715-1729)

La neonata capitale del Regno di Sardegna, ebbe un periodo di splendore per tutto il secolo, tuttavia continuamente minacciata dalle mire espansionistiche di Luigi XV di Francia. Nel 1717 comincia il terzo ampliamento (1717-1729). In città, venne completato il Palazzo Reale, evoluzione della precedente residenza dei duchi di Savoia; piazza Castello venne completata con imponenti palazzi creati per farne il palcoscenico della vita politica. Venne anche inaugurato, nel (1740), il Teatro Regio, realizzato da Benedetto Alfieri su un progetto originale di Carlo di Castellamonte. Nel 1752, su un'area già destinata a spettacoli equestri e circensi venne realizzato il Teatro Carignano che, distrutto da un incendio nel 1786, venne ricostruito nella foggia che conserva tuttora. L'aumento della popolazione rese necessario l'innalzamento degli edifici, che raggiunsero anche i cinque-sei piani. L'organizzazione della città fu divisa in quattro quartieri (Cittadella, Via Nuova-San Salvario, Porta Palazzo, Vanchiglia), a loro volta suddivisi in 60 cantoni e 119 isole. Nel 1752 furono terminati i Giardini Reali, mentre nel 1777 venne aperto il primo cimitero fuori dalle mura, quello di San Pietro in Vincoli, segnando così l'abbandono dell'usanza delle sepolture all'interno delle chiese.

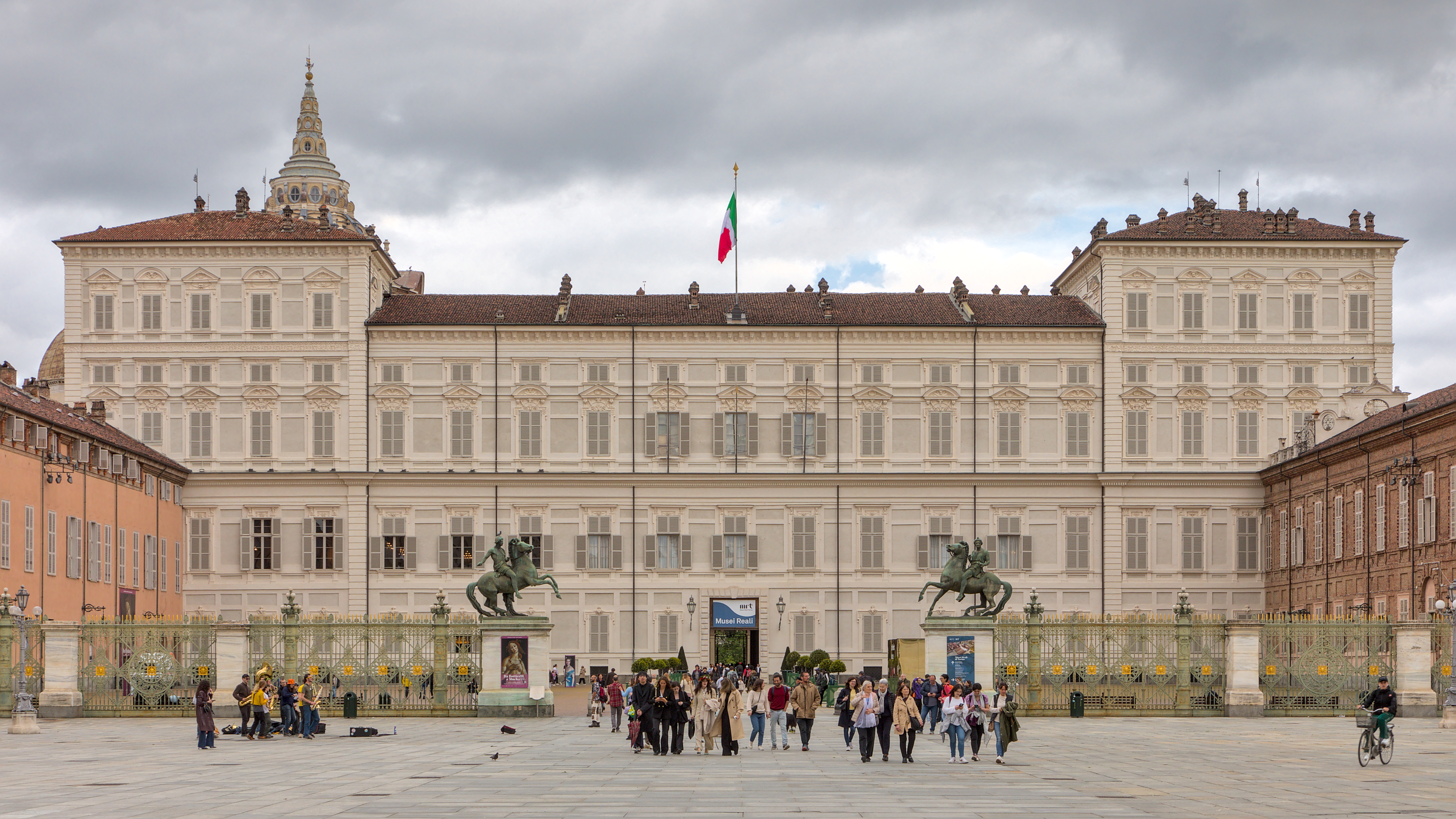
Il Palazzo Reale di Torino.

Un esercito di artisti lavorò ai cantieri delle residenze sabaude fuori città, come la già iniziata Reggia di Venaria Reale, quindi il Castello di Moncalieri, poi la Palazzina di caccia di Stupinigi. Oltre alle grandi residenze sabaude, il territorio intorno alla città, e soprattutto la collina, ospitò quelle che erano dette vigne, residenze estive delle famiglie più abbienti, sia aristocratiche sia borghesi, e contemporaneamente luoghi di produzione di frutta e ortaggi destinati alle mense dei loro proprietari. Sempre all'esterno, si delinearono alcuni dei grandi viali alberati tipici della città, come quello che conduceva al castello di Rivoli (l'attuale corso Francia), quello che andava in direzione della Palazzina di Caccia di Stupinigi (l'attuale corso Unione Sovietica) e quello che conduceva al Castello del Valentino (l'attuale corso Marconi).
I sovrani Vittorio Amedeo II, Carlo Emanuele III e Vittorio Amedeo III seppero far crescere la città, tuttavia le classi popolari restarono povere. Nel 1783, nacque ufficialmente l'Accademia delle Scienze, che diventerà il centro culturale dei maggiori scienziati europei, tra cui i primi furono Joseph-Louis Lagrange e Giovanni Battista Beccaria. Altri personaggi di spicco di questo periodo, furono il tipografo Giambattista Bodoni, il drammaturgo Vittorio Alfieri, il politico e storico Carlo Botta. Proprio quest'ultimo, sarà tra gli intellettuali che aderirono alla massoneria torinese, sulla più ampia onda delle idee illuministe.
Tuttavia, il conservatorismo, dettato dalla monarchia assoluta, fecero del Regno piemontese uno stato sì potente, ma ancora arretrato a livello di industrializzazione. Ricorda Giovanni Andrea Pauletti, storico secentesco: 
(Andrea Pauletti, Historia di Torino)
Ferveva, nondimeno, l'attività intellettuale, anche se Casa Savoia, poco avvezza alle idee illuministe, cercava di arginare il sorgere di nuove dottrine, mediante delle leggi che vengono riportate dall'Alfieri:
(Vittorio Alfieri, Vita di Vittorio Alfieri da Asti)

## XIX secolo

### L'occupazione napoleonica (1800-1814)
L'8 dicembre 1798, dopo un conflitto durato alcuni anni, Carlo Emanuele IV di Savoia, alleato dell'impero asburgico, in contrapposizione alla Francia del Direttorio, fu sconfitto. Dunque, dovette lasciare Torino e ritirarsi in Sardegna (da cui il soprannome di Esiliato), dopo aver rinunciato ai suoi diritti su Piemonte e Savoia. In Piazza Castello fu innalzato l'albero francese della libertà, venne creata un'entità politica detta Repubblica Piemontese, e si discusse se questa dovesse annettersi alla Cisalpina di Milano o dipendere direttamente da Parigi; un plebiscito, pilotato dal governo francese, la fece annettere alla Francia. Il consiglio decurionale comunale fu sciolto e sostituito da una municipalità francese, molte vie e piazze cambiarono nome, e venne introdotto l'uso dell'appellativo cittadino:
Tuttavia, il 25 maggio 1799 le truppe russe del generale Suvorov si accordarono con i comandanti militari della Guardia Nazionale, che permisero l'ingresso in città dalla Porta di Po, assediando quindi gli occupanti francesi, nel frattempo ritiratisi nella Cittadella. Il 22 giugno dello stesso anno, dopo quattro giorni di scontri, la guarnigione francese dovette cedere, e Torino fu temporaneamente liberata. Lo zar di Russia Paolo I volle il ritorno del Re Esiliato in città ma, durante il viaggio ritorno, questi apprese che i russi avevano, nel frattempo, lasciato Torino in mano agli austriaci, e dovette quindi fermarsi vicino a Firenze.
Torino ha il triste primato di aver ospitato l'ultima esecuzione capitale per reati civili in Italia, eseguita il 4 marzo 1947, prima che venisse completamente abolita la pena di morte per reati civili, ed eseguita al vecchio poligono delle Basse di Stura, con la fucilazione di cinque condannati per la strage di Villarbasse. Anticamente, le esecuzioni capitali pare venissero eseguite nei pressi dell'attuale zona Valdocco, nome che potrebbe appunto derivare da valle occitarum, laddove gli antichi romani istituirono una vera e propria necropoli al di fuori delle mura occidentali del castrum. Altre siti per le esecuzioni capitali, spesso eseguite per impiccagione, furono sulle rive del Po, quindi nella medioevale Piazzetta delle Erbe (Piazza Palazzo di Città), l'area delle Porte Palatine, poi Piazza Carlina (dal 1801 al 1814), la piazzetta di Via Giulio, qui di nuovo in zona Valdocco (dal 1821 al 1835), la rotonda tristemente nota ai torinesi come il "Rondò dla Forca", appunto, sempre in zona Valdocco (dal 1835 al 1852), quindi la vecchia Piazza d'Armi di fianco alla Cittadella di Torino (dal 1853).
Contestualmente, Napoleone Bonaparte ritornato dall'Egitto, rovesciò il Direttorio francese, consolidando così il suo potere. Durante la Campagna d'Italia, il 22 giugno 1800 il Generale sconfisse gli austriaci a Marengo (vicino ad Alessandria), e il Piemonte quindi ritornò una provincia francese, con Torino capoluogo de le Departèment du Po. Di fatto, il primo maire torinese fu istituito ufficialmente soltanto nel 1801 (Ignazio Laugier) e, in città, la lingua ufficiale divenne il francese, mentre molte vie ebbero nomi legati agli occupanti d'oltralpe come, ad esempio, Rue del l'Arcole (V. S. Francesco da Paola), Rue des Maçons (V. Corte d'Appello), la Cour Impériale (Palazzo Reale), o Place de la liberté (Piazza Carlina), quest'ultima corredata di ghigliottina.
Durante l'occupazione francese, diverse opere d'arte presero la via della Francia a causa delle spoliazioni napoleoniche. Secondo il catalogo pubblicato nel Bulletin de la Société de l'art français del 1936, delle 66 opere d'arte provenienti da Torino e inviate in Francia nel 1799, solo 46 fecero ritorno in Italia dopo il Congresso di Vienna. 

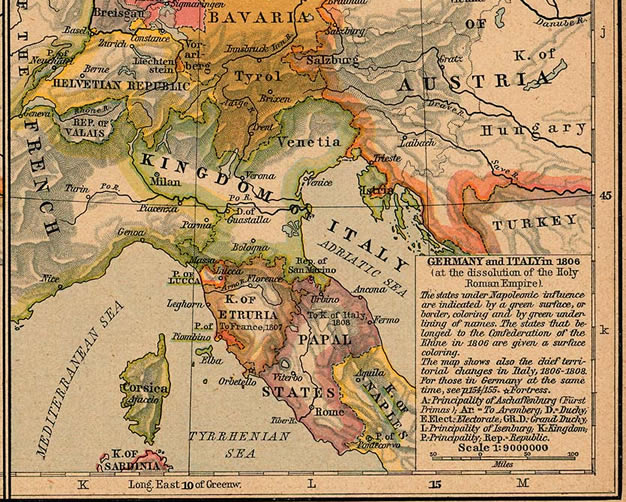
La suddivisione politica del nord Italia nel 1806

Napoleone conservò la Cittadella militare, ma fece abbattere le porte di accesso e alcuni bastioni militari della città, salvando soltanto San Giovanni e Santa Adelaide (il Giardino dei Ripari, attuali aiuola Balbo, Maria Teresa e giardino Cavour). La popolazione della città diminuì, a causa della mancanza di lavoro, spesso fornito dalla esiliata corte sabauda. Nel 1814 la città contava 65 548 abitanti contro gli 80.752 del 1799.
Napoleone mise a governo del Dipartimento suo cognato Camillo Borghese (che si insediò in Palazzo Chiablese), tuttavia visitò di persona più volte il capoluogo. Nel dicembre del 1807, firmò il decreto per la costruzione, a sue spese, del nuovo ponte della Porta di Po, in sostituzione di quello di legno, e a cinque arcate. Come contributo, la municipalità utilizzò i materiali ricavati dalla demolizione delle Porte e il lavoro di prigionieri di guerra spagnoli, e i cantieri furono diretti dagli ingegneri Mallet, La Ramée Pertinchamp e Pellegrini.
Il 27 aprile 1814, in seguito alle ripetute sconfitte subite da Napoleone, prima in Russia poi a Lipsia, Camillo Borghese dovette firmare la convenzione per lo sgombero dei presidi francesi dalla città. L'8 maggio dello stesso anno le truppe austriache sostituirono, di fatto, gli eserciti francesi, appena rientrati in patria. Il 20 maggio 1814, il nuovo Re Vittorio Emanuele I di Savoia rientrò trionfalmente a Torino e, per ironia della sorte, attraversando il nuovo Ponte sul Po costruito dai francesi, che fu immediatamente battezzato a suo nome.

### La Restaurazione (1814-1831)

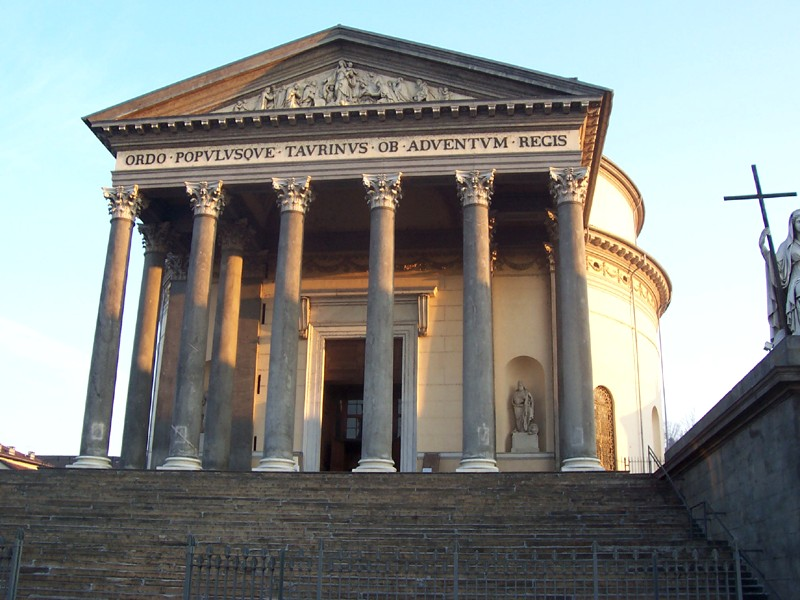
Chiesa della Gran Madre di Dio

I decurioni della città si dovettero rapidamente attrezzare per risollevare le economie della città, da poco liberata. Per tal motivo, la decisione di costruire una chiesa prospiciente al ponte, in ringraziamento del ritorno del Re, fu decisa il 30 agosto 1815 ma, di fatto, costruita molto a rilento, nel periodo 1818-1831, quindi inaugurata da Carlo Alberto col nome di Gran Madre di Dio; sul suo timpano si possono ancora leggere le parole: 
Nel frattempo, i moti del 1820-1821 contro i regimi assolutisti toccarono anche Torino, che videro nel sindaco Prospero Balbo (padre di Cesare) il capo dei progressisti politici e in Guglielmo Borgarelli il capo dei reazionari; a questi si unì anche Santorre di Santa Rosa. Nel frattempo, la città di Alessandria chiese la proclamazione della Costituzione di Cadice in tutto il Regno di Sardegna, che garantiva maggiori diritti liberali. Ai moti carbonari si unì anche Torino, e Vittorio Emanuele I dovette abdicare l'11 marzo 1821, in favore del fratello Carlo Felice, tuttavia fuori città, e quindi assunse temporaneamente la reggenza il Principe Carlo Alberto di Savoia-Carignano. Nel frattempo, i carbonari, senza nessun appoggio internazionale, dovettero cedere già l'8 aprile dello stesso anno.
Re Carlo Felice rientrò in Torino nel 1822, cercando di attenuare eventuali sommosse politiche, attraverso una politica relativamente autoritaria, almeno fino alla sua morte, nel 1831. Si deve a lui la nascita della collezione di reperti egizi, che gli furono ceduti da Bernardino Drovetti nel 1824, all'epoca collezionista d'arte di reperti racimolati durante la Campagna napoleonica in Egitto, e che diventerà il futuro Museo Egizio di Torino. Sullo spazio dell'abbattuto Bastione di Porta di Po, nel 1825 verrà costruita, su progetto di Giuseppe Frizzi, l'attuale piazza Vittorio, e, a sud di essa, a partire dal 1822, l'elegante Borgo Nuovo, un sottoquartiere caratterizzato ancor oggi da abitazioni neoclassiche destinate alla nobiltà. Nel 1828, don Giuseppe Cottolengo fondò in Via Palazzo di Città l'ospizio caritatevole del Deposito de' poveri infermi del Corpus Domini, poi trasferito nel 1832 nel quartiere Borgo Dora-Aurora (dove si trova tuttora), a causa del colera, e fu rinominato Piccola casa della Divina Provvidenza, oggi più conosciuta dai torinesi come Ospedale Cottolengo.

#### Fine della cinta difensiva e nascita delle cinta daziaria
Dopo l’abbattimento delle ultime mura difensive all'inizio del XIX secolo, lo storico perimetro di Torino non ebbe più problemi a espandersi urbanisticamente, uno per tutte fu l'esempio della rapida urbanizzazione verso sud del già citato Borgo Nuovo. Fu lo storico quarto ampliamento della città. Tuttavia, lo Statuto Albertino del 1853 prevedette nuove "barriere" alla città, questa volta daziarie, nelle zone di Nizza, Stupinigi, Orbassano, Crocetta, San Paolo, Foro boario, Francia, Martinetto, Lanzo, Milano, Abbadia di Stura, Regio Parco, Vanchiglia, Casale, Villa della Regina, Piacenza, Ponte isabella. La cosiddetta cinta daziaria fu ancora ampliata nel 1912, quindi definitivamente dismessa nel 1930.

### Il periodo Albertino (1831-1849)

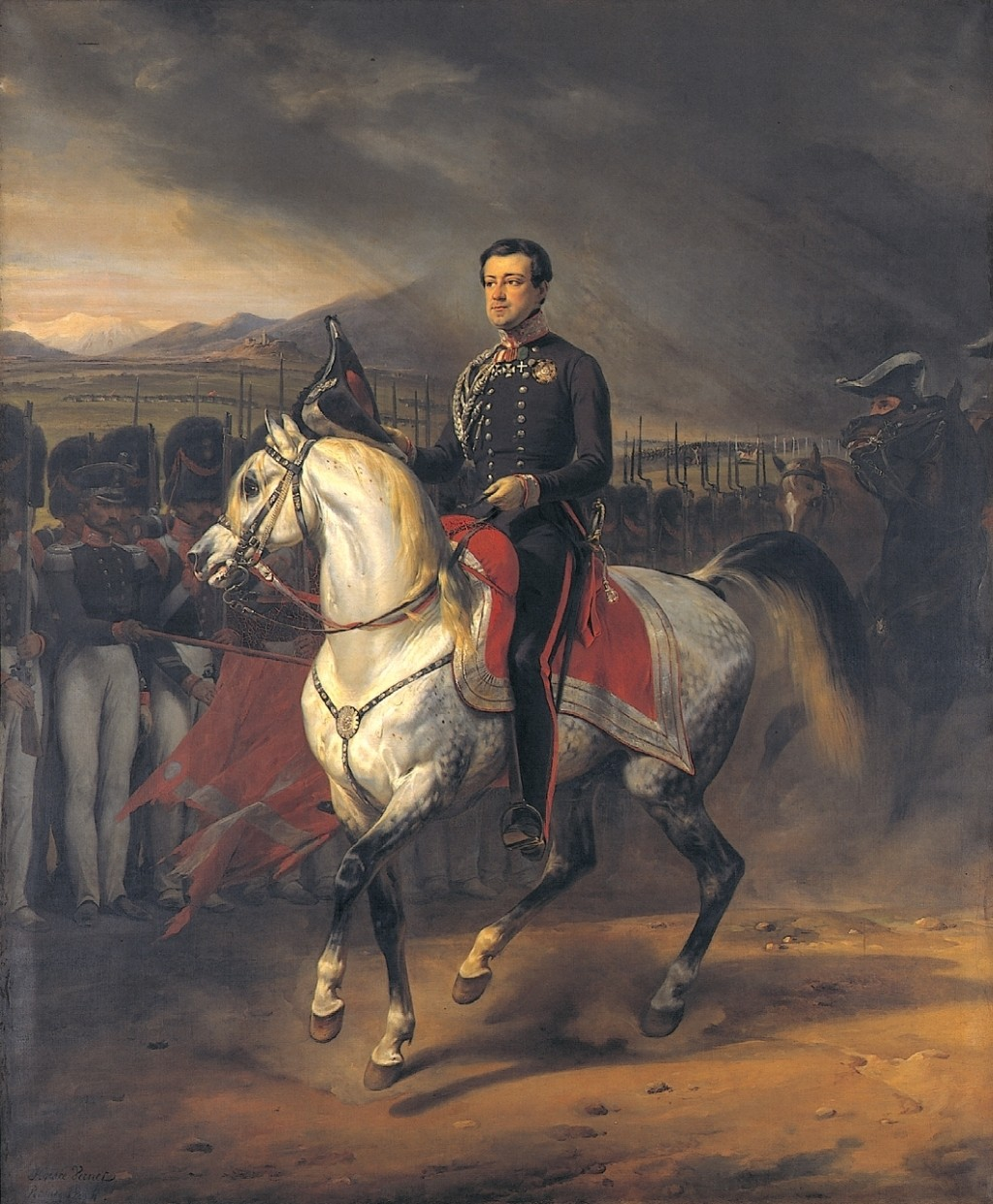
Carlo Alberto nel 1824

Salito ufficialmente al trono il già collaudato principe Carlo Alberto, questi si interessò delle esigenze dei carbonari del 1830-1831, conquistando così le simpatie del popolo. La città visse un forte periodo di sviluppo e di ripresa economica. Il nuovo sovrano, pur muovendosi con grande attenzione, realizzò numerose opere. Il ponte Mosca (dal nome del suo progettista), sulla Dora, e l'apertura, sui terreni del rovinato parco ducale, del Cimitero Generale. La città crebbe soprattutto intorno ai viali alberati e i bastioni demoliti, nella zona degli attuali corsi San Maurizio e Regina Margherita, corso Palestro e Viale dei Platani (corso Vittorio Emanuele II). Nel 1837, nacque la prima "società di illuminazione a gaz". Dopo secoli, il canalone fognario al centro di Via Dora Grossa (Via Garibaldi) fu finalmente coperto, e iniziarono i lavori della fogna sotterranea. Vennero anche derivati sette nuovi canali lungo la Dora, per fornire energia alle nascenti industrie, quindi lastricate vie importanti, quali Via Palazzo di Città e i portici di Piazza Castello. A sostegno dell'antico splendore sabaudo, fu collocato in piazza San Carlo il monumento a Emanuele Filiberto di Savoia, opera di Carlo Marochetti.
La città crebbe fino a 130 000 abitanti (1849), espandendosi verso Valdocco, Vanchiglia e Borgo San Donato. Malgrado la scarsa vitalità della città, ritenuta da molti stranieri di passaggio come "noiosa", Torino crebbe da 89 000 abitanti nel 1821 a 127.000 del 1831. Anche l'istruzione ricevette un incentivo: nel 1845 vennero fondate le prime scuole professionali. Nel 1844 la direzione dell'università venne affidata a un laico, dopo decenni di controllo ecclesiastico. Gli insegnamenti che dopo il 1823 erano stati dispersi a Vercelli e a Novara vennero riportati in città e vennero istituite nuove cattedre. Per il sistema di trasporti, il governo di Carlo Alberto approvò la costruzione della linea ferroviaria Torino-Genova, che venne prima realizzata in prova nella tratta Torino-Moncalieri 27 marzo 1848, e poi continuata negli anni seguenti. Nel 1847 sorse, su stimolo di un giovane Camillo Cavour, la Banca di Torino la cui fusione, poco dopo, con quella di Genova, gettò le basi per la creazione successiva della Banca Nazionale nel Regno d'Italia e infine, nel 1898, della Banca d'Italia. Sempre nel 1847, il chimico Ascanio Sobrero riuscirà, proprio qui a Torino, a inventare la nitroglicerina, dando così il via all'industria internazionale degli esplosivi. Nel 1848 infine, sulla falsariga delle costituzioni liberali europee, fu istituito il cosiddetto Statuto Albertino, un moderno sistema legislativo, di cui ancor oggi abbiamo alcune eredità, una per tutte l'impianto bi-camerale; a Palazzo Carignano venne ospitata la prima Camera dei deputati, mentre Palazzo Madama, in Piazza Castello, divenne la sede del Senato Subalpino. Tuttavia, tutto questo rinnovamento politico accese numerosi dibattiti, che contribuirono ai già forti attriti col sistema assoluto, ancora in vigore, ad esempio, per i vicinissimi monarchi asburgici. Le truppe militari di quest'ultimi infatti, stavano già avanzando nel Piemonte orientale e, il 23 marzo 1849 vinsero la Battaglia della Bicocca (Novara) (Prima guerra di indipendenza). L'esercito piemontese, sanguinosamente sconfitto, si distinse, comunque, nella figura di Ferdinando di Savoia duca di Genova, raffigurato nel monumento equestre di Piazza Solferino. Dopo questo evento, Carlo Alberto dovette ritirarsi in Portogallo, dove ivi morì nel luglio dello stesso anno.

### Torino capitale d'Italia (1861-1864)

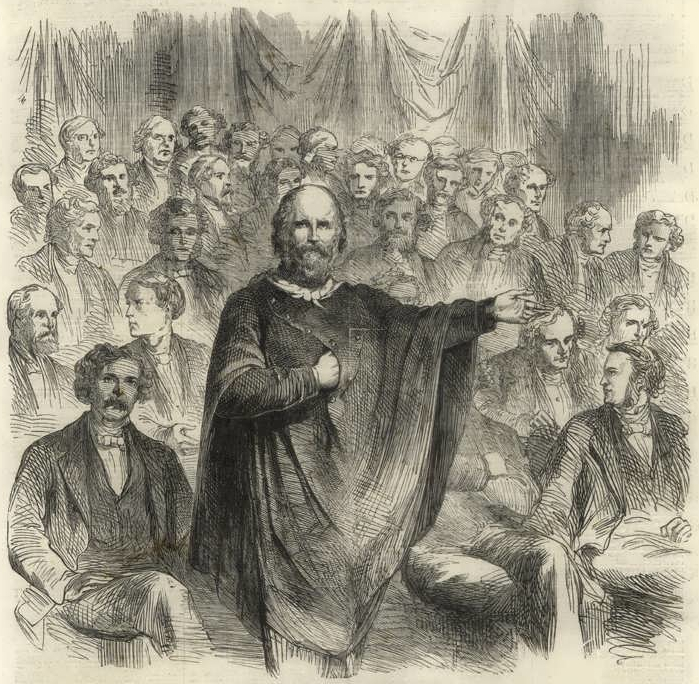
Garibaldi parla durante la prima seduta del Parlamento Nazionale, 18 aprile 1861

Il nuovo Re, un giovane Vittorio Emanuele II di Savoia, riuscì a tenere temporaneamente a bada gli austriaci grazie alle manovre diplomatiche dell'armistizio di Vignale, mentre Torino si preparava l quel che diventerà il Risorgimento italiano. Spiccano, in questo periodo, le virtù politiche dei governi del Regi governi di Bettino Ricasoli, Massimo d'Azeglio e Urbano Rattazzi, ma soprattutto quello di Camillo Cavour, che si stava preparando per una nuova guerra d'indipendenza. L'esercito sabaudo, si era infatti già distinto, a fianco dei francesi, in difesa dei luoghi santi, contro l'impero russo, nella guerra di Crimea (assedio di Sebastopoli, 1853 e battaglia della Cernaia, 1855). Per i regnanti sabaudi furono anni di attivissimo fermento politico e militare. L'approvazione, nel 1850, delle leggi Siccardi, che aboliva i privilegi ecclesiastici di stampo feudale, aprì un lungo contenzioso tra le gerarchie politiche torinesi. Nel frattempo, la città, in rapida espansione, costruì la nuova cinta daziaria e militare (1853), abbattendo definitivamente quella che fu l'antica struttura urbana del cinquecentesca, della quale non rimase che il mastio della Cittadella. Nel 1857, fu anche iniziato il Traforo del Frejus, collegando così più facilmente la città alla Francia, all'epoca alleata con i piemontesi contro il nemico comune austriaco. Quest'ultimo fu poi definitivamente sconfitto nel 1859, con le epiche battaglie di Magenta, Palestro, Solferino e San Martino, e tuttavia a caro prezzo: in cambio del necessario ausilio militare dei francesi, la figlia del Re, la Principessa Clotilde, fu costretta a sposare Gerolamo Bonaparte (cugino di Napoleone III), mentre Cavour dovette cedere la Contea di Nizza e la Savoia a Napoleone III, attraverso il Trattato di Torino (1860). Terminata quindi la seconda guerra di indipendenza e l'impresa dei Mille, il 18 febbraio 1861, Cavour riunì per la prima volta il Parlamento del neonato Regno d'Italia dentro Palazzo Carignano, con l'elevazione della città a capitale e Vittorio Emanuele II proclamato Re d'Italia, cariche ufficialmente entrate in vigore entrambe il 17 marzo dello stesso anno. Il generale Garibaldi ottenne subito la carica di deputato, col suo primo discorso tenuto a Palazzo Carignano, il 18 aprile 1861.

#### La strage di Torino (1864)
La città, in rapida espansione, nel 1862 contava ben 204 713 abitanti fu tuttavia contestata più volte nel suo ruolo di capitale. Una parte di politici, quali Gioacchino Pepoli e il presidente del Consiglio Marco Minghetti, ne volevano il trasferimento più verso il centro Italia, sia per consentire un più rapido liberalismo, sia per facilitare la futura presa di Roma. La scelta della nuova capitale ricadde su Firenze e, il 15 settembre 1864, Minghetti si accordò con la Francia per il trasferimento ufficiale. A questa decisione, il 21-22 settembre 1864 il popolo torinese e il Regio Esercito insorsero, in quella che diventerà la sanguinosa strage di Torino. Causa delle proteste, oltre ai motivi campanilistici, fu la perdita di un rilevante numero di posti di lavoro, legati alla presenza dei ministeri. Nonostante gli scontri e le proteste, la capitale fu trasferita da Torino a Firenze nel dicembre dello stesso anno. Fu in questo contesto che il filosofo Giuseppe Ferrari coniò il termine di "spiemontesizzazione" dell'Italia. Alla perdita d'importanza politica, la città reagì dando inizio a quello sviluppo industriale che l'avrebbe resa in seguito così rilevante per l'economia nazionale. In effetti, già dal 1866 il nuovo sindaco Galvagno promosse la costruzione di nuovi canali e mulini per l'acqua e l'energia delle prime industrie.

### La fine del XIX secolo
Numerose sono le figure rilevanti ricordate dalla chiesa cattolica nella Torino del XIX secolo, ad esempio il già citato Cottolengo, poi Giovanni Bosco, il fondatore del movimento salesiano, quindi Leonardo Murialdo, fondatore della Congregazione di San Giuseppe, Giuseppe Cafasso, Maria Domenica Mazzarello, Giuseppe Allamano, Domenico Savio, Francesco Faà di Bruno

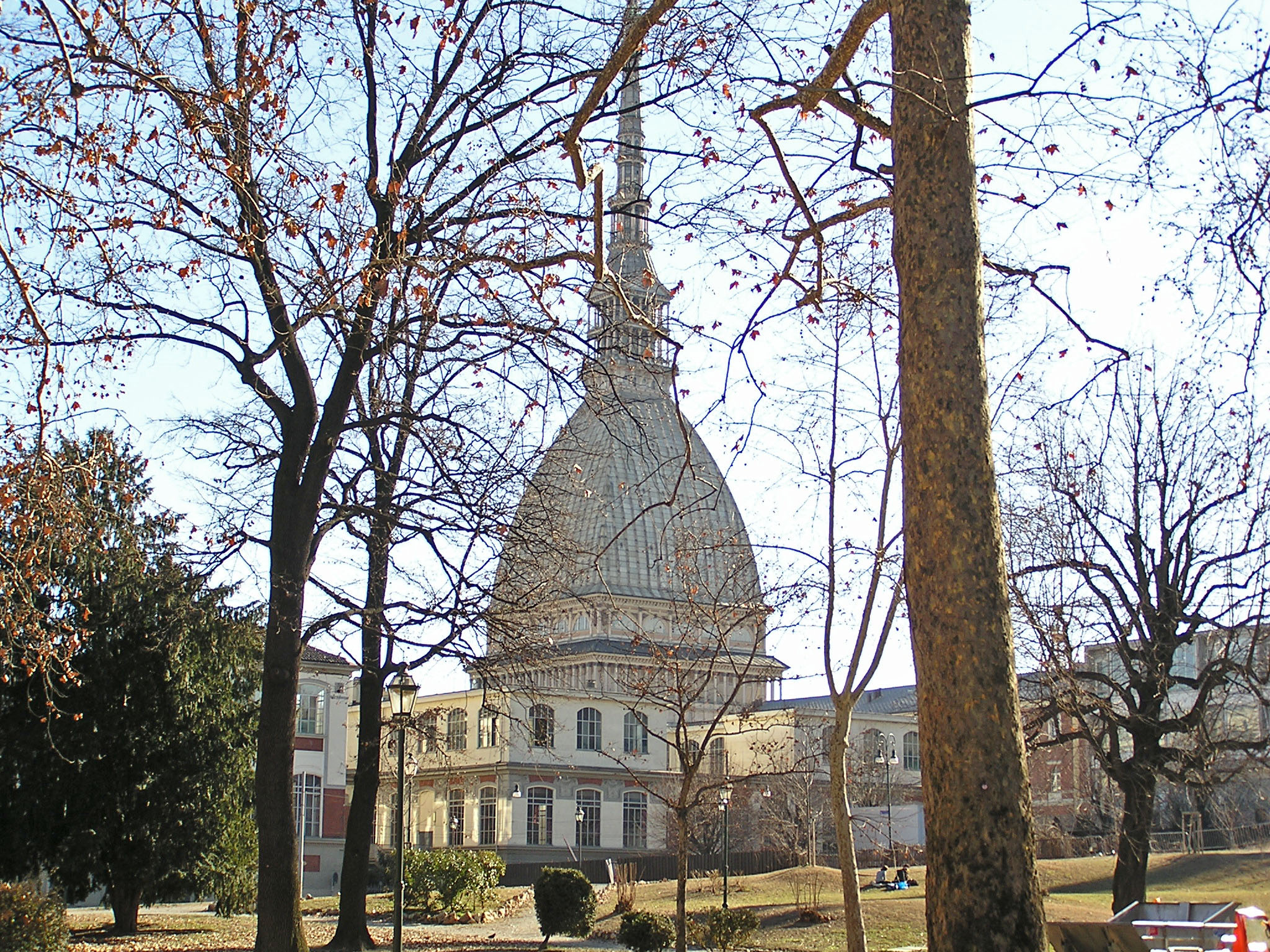
La Mole Antonelliana

Col trasferimento della capitale a Firenze, la popolazione di Torino calò da 220 000 unità del 1864 a 193 000 abitanti del 1870. La città quindi, indirizzò il suo sviluppo verso l'industrializzazione: nacque la Scuola di Applicazione per ingegneri del 1860 e la Scuola Superiore del Museo Industriale del 1866 (si fonderanno insieme nel 1906 per dar vita al prestigioso Politecnico di Torino, con sede al castello del Valentino).La crescita della città si concentrò soprattutto sulle aree limitrofe della allora cinta difensiva; nell'area tra gli attuali corsi Inghilterra e Vittorio Emanuele II sorsero, tra il 1860 e il 1870, le carceri nuove (1862), il mattatoio civico (1866, poi demolito nel 1973) e il mercato del bestiame (1870). Sul finire del XIX secolo, l'industria torinese era basata soprattutto sul tessile, con numerosi opifici e lavorazione della seta, che poteva contare su circa 1000 telai, distribuiti tra una ventina di manifatture, la più importante sita in Borgo Dora. Sempre nella zona ovest della città, sorsero dei birrifici, tra i quali Boringhieri, Menabrea, Kursaal-Durio, Bosio-Caratsch, Metzger. È anche l'epoca dei primi caffè- bistrot, ad esempio Fiorio, Pepino e Platti, ma anche dello sviluppo dolciario torinese, basato soprattutto sul cioccolato e sui cioccolatini, con la nascita della Caffarel (considerata la madre del Gianduiotto), la Moriondo e Gariglio (poi Talmone), la Silviano Venchi, la Baratti e Milano, etc (dal 2003, per ricordare questa tradizione, Torino ospita la fiera annuale chiamata CioccolaTò). Contemporaneamente a tutto ciò, iniziarono le prime vocazioni industriale della città, con la creazione delle Officine Savigliano, destinate alla produzione di materiale rotabile per le ferrovie, in forte di sviluppo. Nel 1880, iniziò la produzione di cavi elettrici della CEAT, mentre nel 1898 venne fondata la FIAT. Fu un periodo di rapidissimo sviluppo anche economico, scientifico, culturale e artistico, che culminò nell'Esposizione generale del 1884, con le mostre delle prime invenzioni elettriche, e contesto in cui l'architetto D'Andrade si preoccupò di restaurare alcune opere, e di far costruire il Borgo Medioevale sul Po. Nello stesso contesto, fu costruita anche l'innovativa linea a cremagliera (col primitivo sistema funicolare, ovvero con l'ausilio di un cavo d'acciaio, questo fino al 1935) che portava da Sassi, fino su a Superga, con un dislivello di ben 415 metri, e ancor oggi esistente. Lo sviluppo della città in questo periodo fu così alto, che non fu rallentato né dalla Grande depressione, né dalla relativa emigrazione di alcuni piemontesi nel continente americano (avvenuto nel periodo 1895-1914 circa). Anzi, furono concepite varie iniziative anche a livello artistico e architettonico. Nel 1889 vi fu l'inaugurazione della Mole Antonelliana (che fu utilizzata come Museo del Risorgimento) e, nel 1898, con la seconda Esposizione generale, in occasione del 50º anniversario dello Statuto Albertino.

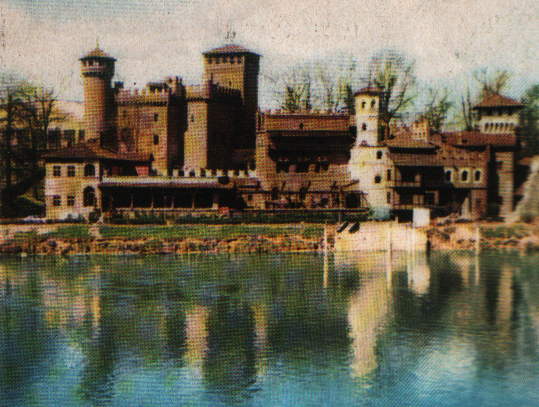
Il Borgo e la Rocca Medioevale

La proibizione di edificare a scopo residenziale all'esterno della cinta daziaria del 1853, portò alla formazione delle barriere operaie (barriera di Milano, barriera di Nizza), ossia dei quartieri a ridosso dei punti di transito del dazio (che verrà abolita soltanto nel 1912). Anche la realtà sociopolitica di Torino mutò, seguendo le trasformazioni della città stessa. La presenza di una nutrita componente operaia, fu il substrato per la formazione dei primi nuclei socialisti, che nel 1891 costituirono la Camera del Lavoro. In questi anni, studiarono a Torino sia un giovane Quintino Sella sia un giovane Giovanni Giolitti. Fino al 1903, soggiornò in città lo scrittore Edmondo De Amicis che vide, probabilmente, l'inaugurazione di Via Pietro Micca (1897), la via che, per prima, ruppe l'ortogonia viaria del Quadrilatero romano del centro della città, in quanto qui vi prese casa l'anno dopo.

## XX secolo

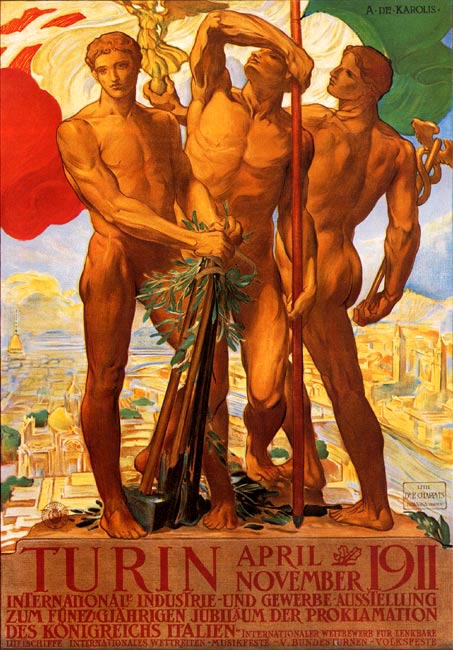
Locandina per l'Expo 1911

L'evento culturale che aprì questo nuovo secolo torinese, fu senza dubbio l'Expo dell'Arte Decorativa moderna del 1902, che introdusse in città l'innovativo stile artistico-architettonico chiamato liberty torinese. Nel 1911 poi, in occasione del 50º Anniversario dell'Unità d'Italia, fu organizzata l'Esposizione internazionale dell'industria e del lavoro. Come nell'esposizione del 1884, fu utilizzato il Parco del Valentino, i cui padiglioni, o almeno parte di essi, vennero poi adibiti a sedi universitarie per la facoltà di medicina e per i corsi di laurea in chimica e fisica. Questo è il motivo per cui gli edifici che ospitano parte della facoltà di medicina, prospicienti corso Massimo d'Azeglio, sono sormontati da un minareto, essendo stati, in origine, eretti per ospitare i padiglioni del Medio Oriente.

I padiglioni dell'Esposizione del 1911 in costruzione sulla riva sinistra del Po

Contestualmente a questo grande evento, venne realizzato anche lo Stadium, un'imponente opera polifunzionale per lo sport, di Carlo Ceppi (il doppio dell'attuale stadio comunale-olimpico Grande Torino), nel nuovo quartiere denominato Crocetta, in Corso Vinzaglio (oggi corso Duca degli Abruzzi). L'opera fu però abbattuta nel 1951 e, sulle sue rovine, fu costruito il complesso del Politecnico di Torino. Tra le industrie che si svilupparono in questo periodo, va ricordata anche quella cinematografica, che ebbe il maggior successo con le opere della Ambrosio Film e con la realizzazione a Torino del film Cabiria (1914), per la regia di Giovanni Pastrone, pellicola considerata il primo Colossal italiano, e proiettato, nello stesso anno, all'allora Teatro Vittorio Emanuele. Per questo motivo, nel secondo dopoguerra, cominciò a formarsi l'idea di collocare il museo nazionale del cinema proprio qui a Torino. Nel 1916 poi, in pieno conflitto bellico, fu costruito lo stabilimento industriale automobilistico FIAT del Lingotto; la superficie utilizzata fu di 378000 m² e poteva accogliere 12.000 operai e 500 impiegati. Tuttavia, questi venne inaugurato alla presenza del re Vittorio Emanuele III di Savoia soltanto nel 1923 seguito, nello stesso anno, dalla visita di Benito Mussolini, che ne fece influenzare anche lo stile razionalista della facciata. I lavori di ampliamento dell'impianto industriale continuarono fino al 1930, e qui fu concentrata tutta la produzione, andando a sostituire le precedenti officine di corso Dante e di altre zone della città.

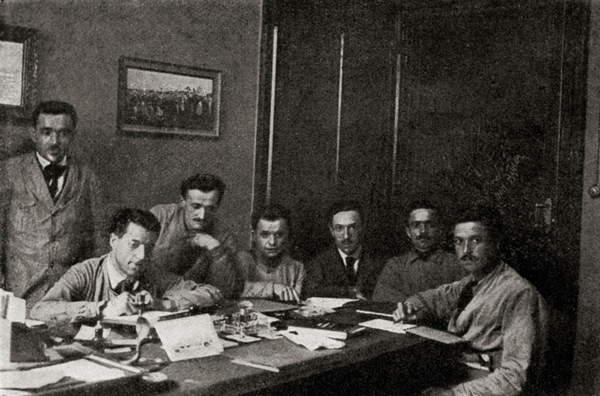
Il sindacalista Giovanni Parodi (a sinistra seduto), insieme ad altri operai, nell'ufficio di Giovanni Agnelli durante l'occupazione della FIAT, settembre 1920

Oltre l'Nascita dell'industria cinematografica italiana di inizio secolo, Torino vanterà anche il titolo di prima sede delle trasmissioni radio prima - televisive dopo - sul territorio nazionale; prima nel 1924, con la nascita dell'Unione Radiofonica Italiana (URI), quindi Ente Italiano per le Audizioni Radiofoniche (EIAR), poi Radio Audizioni Italiane (RAI) e, finalmente, nel 1954, Rai Radiotelevisione Italiana S.p.A.

### Prima guerra mondiale
Durante la grande guerra, l'atteggiamento della città fu abbastanza tiepido e con una forte adesione, soprattutto da parte dei ceti popolari, alle idee non interventiste. In questi anni il Teatro Regio fu utilizzato come deposito militare, molte donne dovettero sostituire gli operai nelle fabbriche poiché partiti per il fronte, mentre nel 1917 si ebbero scioperi e proteste per l'aumento dei prezzi, soprattutto del pane, che si svilupparono in vera e propria rivolta contro la guerra.

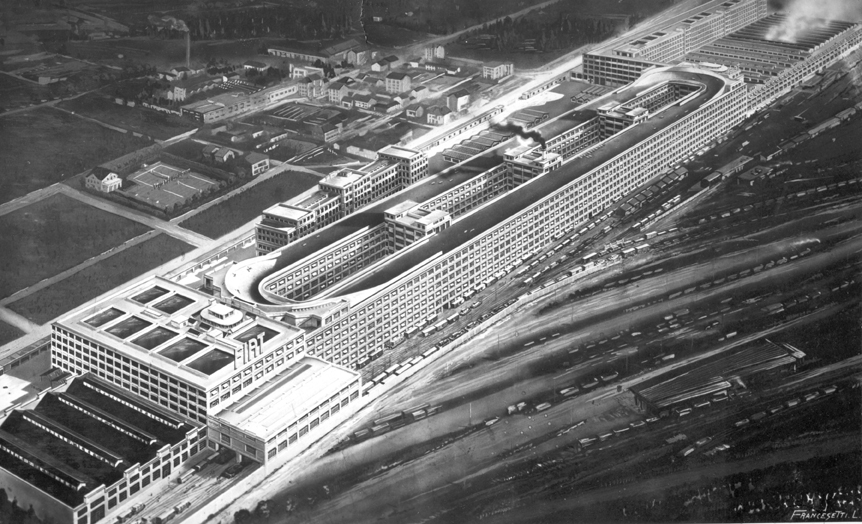
FIAT Lingotto

### Il primo dopoguerra
All'inizio del Novecento, Torino vide grande fermento sociopolitico. Nel 1914, qui si sposò il filosofo Benedetto Croce, e vissero per alcuni anni dei giovani Palmiro Togliatti e Antonio Gramsci. Con la fine della guerra, si ebbe un acuirsi dei malcontenti sociali che, combinati con il successo della Rivoluzione russa e delle rivolte socialiste in Germania e Ungheria, contribuì a portare il paese nel cosiddetto "Biennio Rosso" (1919-1920), nel quale Torino fu una delle città più coinvolte. Gli scioperi a oltranza, nati inizialmente per ottenere aumenti salariali, sfociarono in vere e proprie occupazioni delle fabbriche, con gestione diretta della produzione da parte degli operai.

### Il periodo fascista

Documenti inediti e sparsi sulla Storia di Torino,1931

Le divisioni interne dei socialisti porteranno sia alla nascita del PCI, sia a delle posizioni più autoritarie che porteranno direttamente alla salita al potere del fascismo. Anche a Torino questo passaggio non fu pacifico: nel dicembre 1922 vi fu un atto violento, passato alla storia come l'eccidio di Corso Spezia o Strage di Torino, e la cui data è ricordata nel nome di piazza XVIII Dicembre. Dal 1923, la città di Torino fu commissariata direttamente dal Governo Mussolini. In questo periodo, furono progettate varie opere in puro stile architettonico fascista razionalista come, ad esempio, lo Stadio Mussolini, oggi Stadio Olimpico Grande Torino (1931), il Palazzo della Moda (1938, poi rinominato Torino Esposizioni), la Torre Littoria di Piazza Castello (1933). Nel 1928, fu organizzata un'Expo dedicata al colonialismo eritreo. Via Roma invece, dal 1933 al 1937 fu completamente sventrata, al fine di crearvi nuovi monumentali portici, che ancora la sovrastano. Fu costruito anche un trenino lungo corso Francia, che da via Principi d'Acaja raggiungeva Rivoli, poi soppresso nel corso degli anni. Sempre in questo periodo, il senatore Giovanni Agnelli presentò direttamente al Duce il progetto dello stabilimento Fiat Mirafiori. Nonostante alcune perplessità del Duce (principalmente l'alta concentrazione di proletariato comunista in una sola fabbrica), i lavori di costruzione furono eseguiti nel biennio 1938-39. Rispetto al precedente impianto del Lingotto, furono eseguite anche complessi di attività del dopo-lavoro. Inizialmente Agnelli avrebbe pensato l'impianto come sostituto del Lingotto ma l'imminente conflitto mondiale lo indusse ad affiancarlo al precedente.

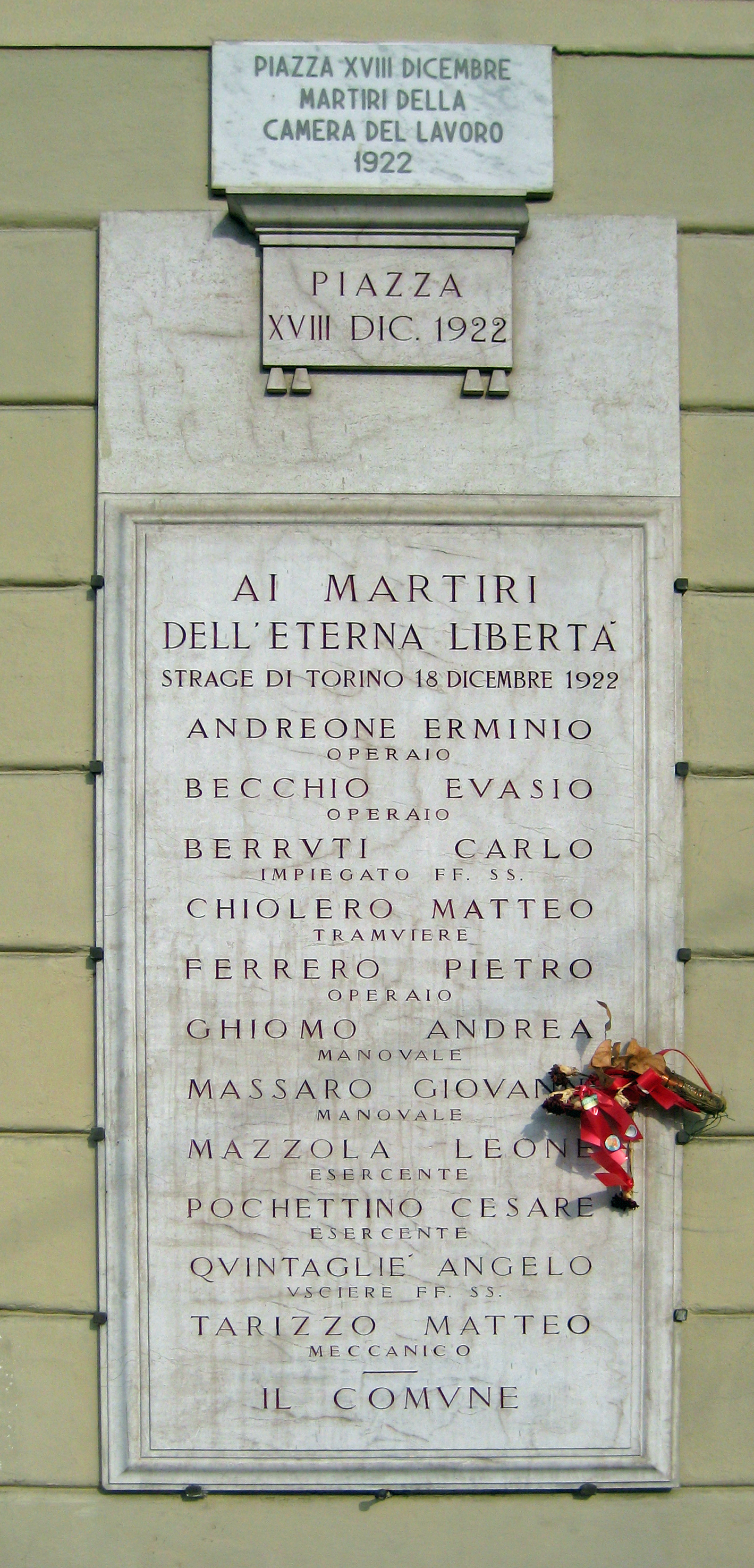
Lapide commemorativa della strage di Torino

#### Gli antifascisti degli anni trenta
Nel 1931 il regime impose ai professori universitari il Giuramento di fedeltà al fascismo; vi si opposero soltanto in dodici, di cui molti dell'Università di Torino, tra cui Lionello Venturi, Mario Carrara e Francesco Ruffini. A questi ultimi due, dopo la caduta del regime, la città dedicherà due importanti parchi cittadini: il Parco Carrara (La Pellerina) e il Parco Ruffini. Nell'ambito culturale fu forte l'influenza antifascista di due grandi personalità: Piero Gobetti e Antonio Gramsci, il primo attivo nelle riviste Energie Nove, Il Baretti, La Rivoluzione liberale, il secondo giornalista e direttore de L'Ordine Nuovo, la cui sede storica era in via XX Settembre, 19. Entrambi saranno perseguitati. Gobetti sarà costretto a riparare in Francia, dove morirà in seguito alle lesioni di un'aggressione squadrista, mentre Gramsci sarà arrestato e morirà in prigione, dove scriverà peraltro i famosi Quaderni del carcere. Nel 1938, furono approvate le leggi razziali fasciste e iniziarono così le persecuzioni nei confronti dei cittadini torinesi ebraici. L'apice delle persecuzioni avvenne con l'occupazione tedesca, quando le deportazioni nei campi di sterminio crebbero notevolmente. Dopo questo avvenimento fu istituito il "Ghetto nuovo" nell'area adiacente alla Sinagoga. Quello precedente, il "Ghetto vecchio", si situava nei pressi di piazza Carlo Emanuele II, detta anche piazza Carlina, ma la sua funzione cessò con l'emanazione dello Statuto Albertino nel 1848.. Il 15 maggio 1939, all'inaugurazione di Mirafiori alla presenza di Mussolini, l'atteggiamento festoso dei torinesi nascondeva in realtà paura e ostilità, sia a causa del rincaro dei prezzi dovuto al regime autarchico, sia per l'arrivo dei venti di guerra.

### Seconda guerra mondiale

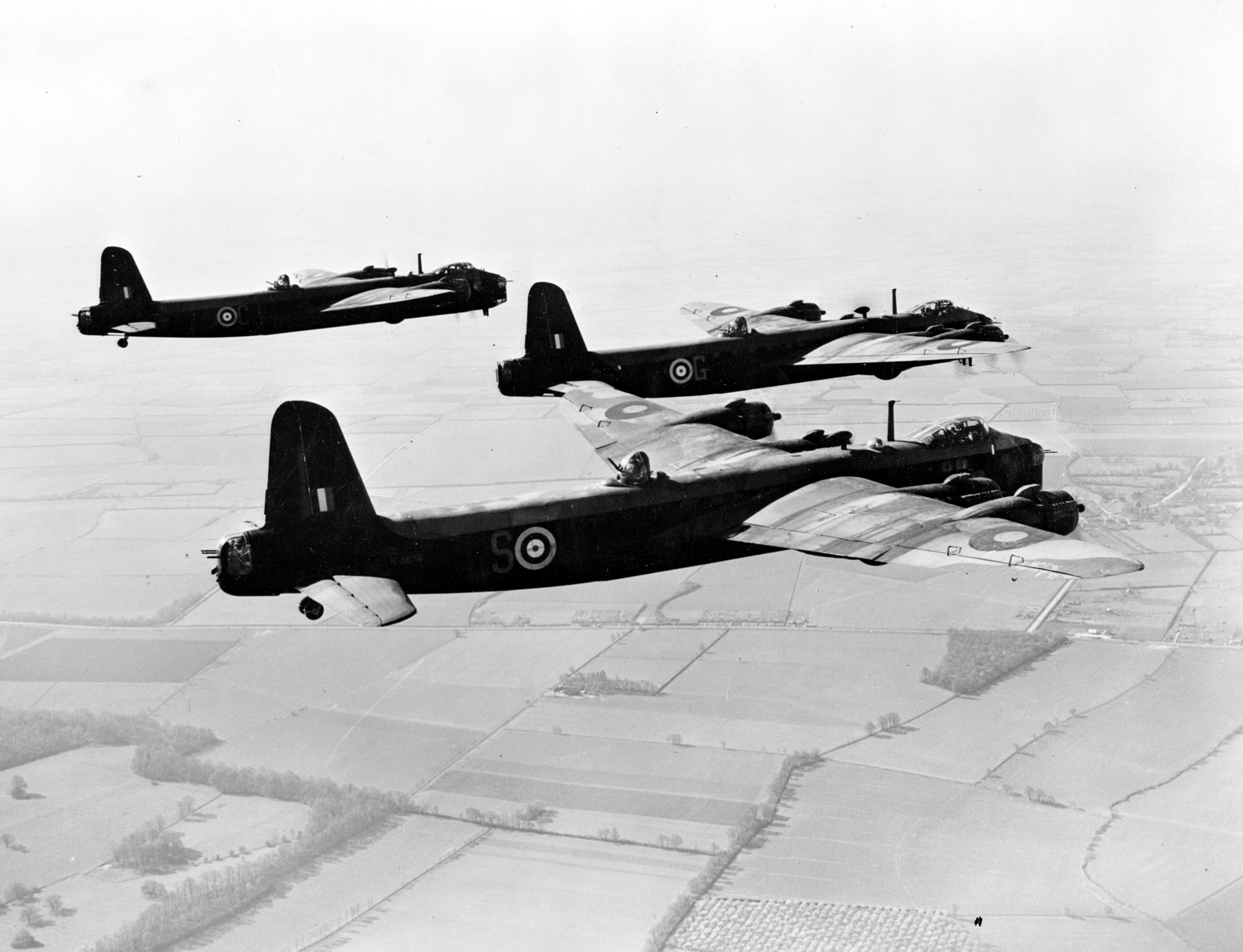
Una formazione di Stirling della Royal Air Force inglese. Simili aerei furono usati per bombardare la città

A causa della sua industrializzazione, con l'entrata in guerra nel secondo conflitto mondiale, il capoluogo piemontese fu la prima città ad essere bombardata (12 giugno 1940) e quella più pesantemente danneggiata dalle incursioni aeree alleate, che procurarono ingentissime perdite e sfollamenti della popolazione verso le campagne circostanti. Alcune fonti stimano che nell'agosto 1943 più della metà della popolazione torinese, all'epoca composta da circa 600 000 abitanti, avesse abbandonata la città.. Il più tremendo bombardamento fu quello del 13 luglio 1943: in tale occasione, 295 aerei britannici scaricarono sulla zona della FIAT Lingotto 762 tonnellate di bombe, causando 792 morti e 914 feriti. 1.500 abitazioni rimasero danneggiate, e 431 furono rase al suolo.. La gestione dei rifugi sotterranei non fu peraltro ottimale, almeno fino al 1942, quando fu abbandonata l'inutile strategia delle trincee. In ogni caso, al dicembre 1944, sommando la capienza di tutti i rifugi solo il 15% della popolazione cittadina poteva disporre di un riparo antiaereo. Al termine della guerra si conteranno, in totale, 2.069 vittime dei bombardamenti alleati.

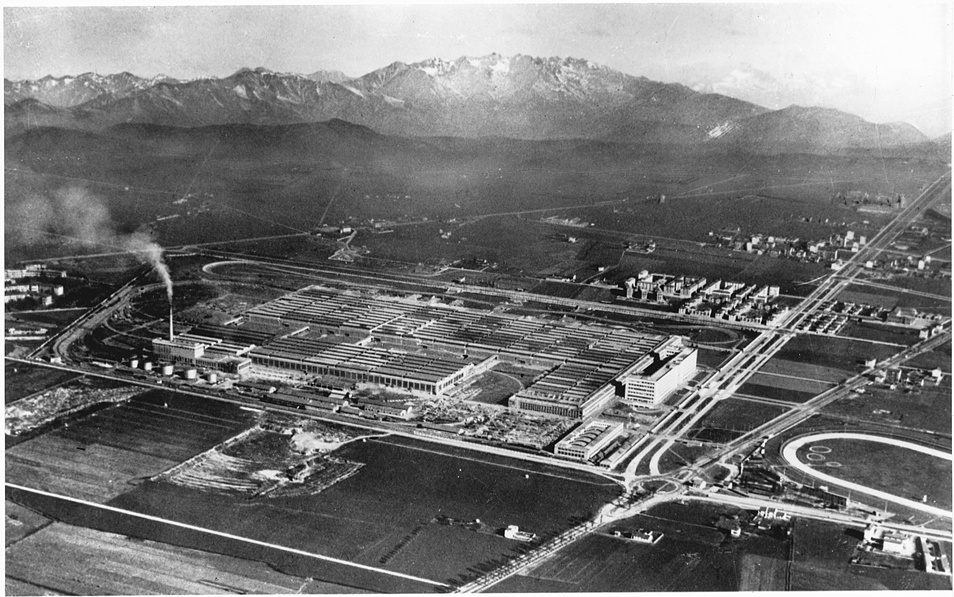
Vista aerea dell'impianto di Fiat Mirafiori. Gli stabilimenti industriali furono protagonisti di vari scioperi a oltranza nonché vittime dei continui bombardamenti alleati durante la guerra

#### Gli scioperi del marzo '43
Con il proseguire della guerra e con lo scemare del consenso popolare verso il regime, la produzione viene scossa da scioperi di protesta. Dal 1943, però, il fenomeno di dissenso al regime viene fatto manifesto mediante scioperi a oltranza, che si susseguirono fino al 1945, col risultato di paralizzare, molte volte, l'industria: il primo di essi si verificò l'8 marzo del '43, quando incrociarono le braccia sette stabilimenti, seguiti, nei giorni tra il 9 e l'11 del mese, da un'altra ventina di industrie. Oltre al dissenso, gli scioperanti erano motivati dalla sempre più evidente penuria di alimentari e dai disastrosi risultati delle campagne d'Africa e di Russia: conseguenza delle manifestazioni di protesta torinesi fu che anche altre città industriali del Nord, come Milano, registrarono fenomeni di sciopero.

#### Resistenza e Liberazione

##### 1943
Con l'avanzata degli Alleati, Torino fu nuovamente vittima dei bombardamenti, il 3, l'8, il 13 e il 17 agosto 1943. Intanto gli operai tornarono a scioperare a luglio e ad agosto, ma in entrambi i casi il generale Enrico Adami Rossi diede ordine di sparare sui manifestanti, provocando delle vittime.

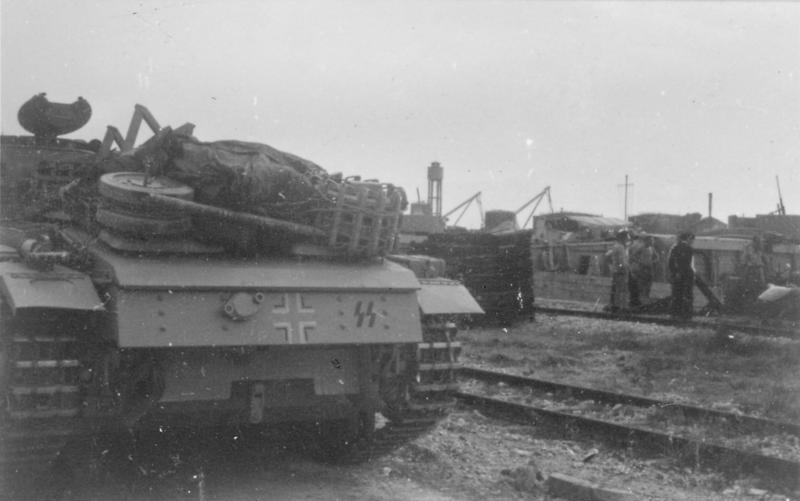
Panzer tedeschi occupano Torino dopo l'annuncio dell'armistizio

Il 25 luglio, dopo lo sbarco alleato in Sicilia, Mussolini fu costretto alle dimissioni dal Gran consiglio del fascismo e venne fatto arrestare dal re. A seguito di ciò in città si ebbero delle prime manifestazioni di protesta popolare che portarono all'incendio della Casa Littoria di via Carlo Alberto, l'attuale Palazzo Campana, e della sede del gruppo rionale fascista di Borgo San Paolo. Dopo poche settimane l'Italia si arrese agli Alleati diramando il proclama Badoglio (8 settembre), l'esercito tedesco invase così il centro-nord Italia, occupando le aree intorno a Torino dopo numerosi e cruenti scontri tra le divisioni hitleriane e le prime formazioni partigiane. La città venne presa nel pomeriggio del 10 settembre; i nazisti, guidati dal tenente colonnello Hugo Kraas, insediarono il loro comando generale nel Palazzo degli Alti Comandi Militari di corso Oporto (l'attuale corso Matteotti). Nel frattempo, liberato Mussolini, i tedeschi lo misero a capo della RSI, i territori ancora sotto il controllo dell'Asse in Italia.
Dal 12 settembre venne imposto il coprifuoco alle otto di sera, il 14 venne emanata una disposizione che obbligava gli operai a riprendere il loro lavoro, il 18 fu intimato ai militari sbandati di presentarsi al comando tedesco, il 22 iniziarono i primi arresti. Finirono prigionieri anche Bruno Villabruna, il podestà, e altri funzionari, nominati dal governo Badoglio e accusati di favorire i soldati alla diserzione. Tuttavia alcuni di essi si erano già riforniti di armi nelle caserme cittadine e avevano intrapreso la lotta partigiana sulle montagne; altri invece decisero di rimanere in città, come Alessandro Brusasco, prima vittima partigiana nella capitale sabauda, che, dopo aver effettuato un agguato ai tedeschi in stanza a Porta Nuova, si suicidò, dopo esser stato individuato, per non consegnarsi vivo. Il 17 novembre si verificò un nuovo sciopero generale che costrinse i tedeschi a far aumentare le paghe del 30% e a inviare in città, con pieni poteri, il 30 dello stesso mese, il generale delle SS Zimmermann.

Bandiera del Comitato di Liberazione Nazionale

Proprio durante l'occupazione tedesca si raggiunse l'apice della violenza nella repressione. I luoghi simbolo delle torture divennero tristemente famosi. La SiPo-SD, polizia politica delle SS, guidata dal famigerato capitano Alois Schmidt, si insediò nella "Pensione Nazionale", nell'attuale piazza C.L.N., dove le SS effettueranno gli interrogatori e le torture oltre che nei vari bracci del "Carcere Le Nuove". La caserma "La Marmora" di via Asti ospitò invece il quartier generale dell'Ufficio Politico Investigativo (UPI) dei repubblichini; diverrà tristemente celebre per le torture e le sevizie inflitte ai sospettati di connivenza con la Resistenza, così come i sotterranei della Casa Littoria, nel frattempo riaperta, adibiti anch'essi a prigione per gli interrogatori e le torture.
Contemporaneamente, gli oppositori organizzarono la Resistenza contro l'occupazione tedesca. I maggiori partiti (clandestini) antifascisti crearono, a livello nazionale, il Comitato di Liberazione Nazionale composto da esponenti di diverse culture: comunisti (PCI), socialisti (PSIUP), democristiani (DC), azionisti (PdA), liberali (PLI) e demolaburisti (PDL). Ogni partito disponeva peraltro sul controllo di proprie formazioni partigiane che venivano coordinate dal CLN stesso e da altri organi come il Comitato Militare Regionale Piemontese (CMRP), composto sia da politici sia da militari.
In ambito cittadino furono particolarmente attivi i Gruppi di Azione Patriottica (GAP), facenti parte delle Brigate Garibaldi. Questi furono organizzati da Giovanni Pesce e Ilio Barontini, ambedue veterani nella guerra civile spagnola, sul modello della Resistenza francese. I GAP erano composti da piccoli nuclei (fino a 6 gappisti) che agivano in clandestinità totale e avevano il compito di effettuare azioni di sabotaggio o agguati nei confronti delle truppe nazifasciste. Ai GAP furono affiancate le SAP, composte da gruppi più numerosi ma operanti soprattutto in campagna e sui monti.

##### 1944

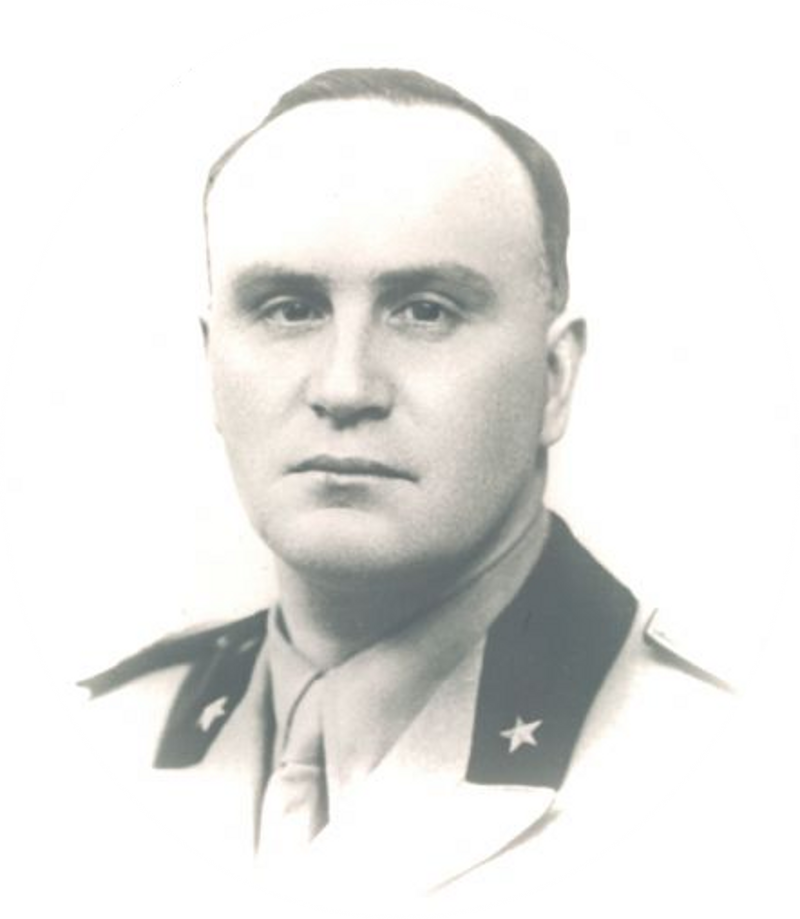
Il generale Giuseppe Perotti, coordinatore del Comitato Militare Regionale Piemontese, arrestato durante una riunione clandestina nella sacrestia del Duomo di Torino, venne fucilato insieme ad altri esponenti del CLN il 5 aprile 1944 al poligono di tiro del Martinetto

Nel 1944 la situazione precipitò ulteriormente. Il comando tedesco, in collaborazione con le autorità fasciste, fece predisporre la partenza, dalla stazione di Porta Nuova, di diversi treni carichi di ebrei e oppositori politici, arrestati durante uno sciopero generale, diretti verso i campi di concentramento nazisti, in particolare quelli di Mauthausen e Ravensbrück. Uno dei deportati torinesi più noti è stato Primo Levi (catturato in Valle d'Aosta mentre operava in una banda partigiana giellista), internato dapprima nel campo di Fossoli e in seguito in quello di Auschwitz, che descrisse nel suo celebre romanzo "Se questo è un uomo".
Nel frattempo, dopo essere riusciti a uccidere il gerarca Aldo Morej, amico personale di Mussolini, i GAP eliminano un altro esponente fascista, nonché direttore della Gazzetta del Popolo, Ather Capelli. A questa azione segue immediatamente una rappresaglia con l'uccisione di 5 prigionieri. Le continue azioni allertarono il segretario torinese del Partito Fascista, Giuseppe Solaro, tanto da fargli mandare un messaggio a Mussolini in cui chiedeva rinforzi perché convinto che in città fossero presenti più di 5000 gappisti.
Il 31 marzo venne arrestata buona parte del CMRP mentre era in corso una riunione clandestina nella sacrestia del Duomo. Nella stessa azione furono rastrellate un'altra quarantina di persone che si trovavano nelle vie limitrofe. I prigionieri furono trasferiti al carcere “Le Nuove”, interrogati e successivamente processati. Il processo ebbe risalto nazionale tanto che lo stesso Mussolini si accertò che fosse stato rapido e severo, dimostrando così all'alleato tedesco l'affidabilità e l'efficienza delle organizzazioni fasciste. A emanare la sentenza vi furono l'allora ministro dell'interno Buffarini, il commissario straordinario Zerbino e il federale Solaro. Il 5 aprile i prigionieri condannati a morte, 8 tra cui il generale Perotti, furono trasferiti al poligono del Martinetto e lì fucilati. Questo luogo venne più volte usato dai nazifascisti per eseguire le fucilazioni.
Il 2 aprile, a seguito dell'uccisione di un caporale tedesco, il comando nazista ordinò come atto di rappresaglia l'uccisione di 27 detenuti. Questi furono portati al Pian del Lot, nella collina torinese, e lì mitragliati a gruppi di quattro sul ciglio di una fossa comune. I loro corpi furono coperti dalla terra quando alcuni di essi erano ancora in vita, secondo la testimonianza di Giovanni Borca, uno dei prigionieri che ebbe il compito di ricoprire la fossa, riscoperta poi a guerra conclusa.
Una delle azioni più eclatanti dei GAP fu l'attacco alla stazione radio EIAR sulla Stura che disturbava le comunicazioni di Radio Londra, la celebre stazione con cui gli Alleati comunicavano messaggi in codice alle forze partigiane. Questo assalto ebbe però pesanti conseguenze; i quattro gappisti, comandati da Pesce, dopo aver distrutto la stazione e graziato i militi di guardia, finirono accerchiati dalle Brigate Nere. Due di essi, Bravin e Valentino, vennero feriti e catturati, mentre Pesce riuscì a portare in salvo il quarto gappista, Dante Di Nanni, nella base di via San Bernardino, a Torino. Siccome quest'ultimo era gravemente ferito, Pesce si allontanò per organizzare il trasporto per l'intervento medico, ma al suo rientro trovò la casa circondata dalle truppe nazifasciste. Di Nanni oppose una strenua resistenza eliminando diversi soldati e mettendo fuori uso un'autoblindata e un carro armato, lanciando bombe a mano e cariche esplosive dalla sua finestra, ma, quando finì le munizioni dopo tre ore di assedio, si trascinò fino alla ringhiera del balcone e, dopo aver salutato la folla che si era raccolta, si gettò nel vuoto per non consegnarsi vivo.
I due catturati subirono invece una dura sorte. Dopo essere stati presi, vennero ripetutamente seviziati e torturati per poi essere impiccati, il 22 luglio in posti diversi. Quel giorno Valentino verrà impiccato insieme ad altri tre partigiani, tra cui Ignazio Vian, comandante di una formazione partigiana a Boves. Le modalità dell'esecuzione furono particolarmente cruente; diverse centinaia di persone, nei pressi di Porta Susa, furono rastrellate e costrette ad assistere all'impiccagione in corso Vinzaglio angolo via Cernaia. I corpi furono lasciati sul posto come monito. Questo avvenimento segnò profondamente la città al punto che, a guerra finita, la cattura di Solaro fu seguita dall'esecuzione di quest'ultimo nello stesso posto, sempre per impiccagione.
L'11 giugno 1944, a seguito dei continui bombardamenti, i vertici nazisti ordinano alla FIAT, il trasferimento coatto dei macchinari (nonché di alcuni operai), ritenuti indispensabili, presso l'Alto Adige, allora annesso al Reich nazista. La situazione si farà molto delicata quando gli operai verranno a conoscenza del piano e bloccheranno i settori coinvolti. Lo stallo si risolse il 22 quando un “provvidenziale” bombardamento distrusse l'"Officina 17", obbligando i tedeschi a rinunciare al loro piano. Il 20 novembre, il dirigente FIAT Valletta comunicò l'avvenuto accordo con i tedeschi per una grande commessa sulla costruzione di mezzi militari. Questa era accompagnata da un ulteriore aumento dell'orario lavorativo settimanale di 8 ore. La risposta dei lavoratori fu nettamente contraria, arrivando a bloccare la produzione. La protesta fu seguita dalla decisione dei vertici di imporre la serrata di Mirafiori per otto giorni. Le autorità nazifasciste procedettero quindi all'arresto di 1350 lavoratori, tra operai e impiegati, nei soli stabilimenti Lingotto e Mirafiori.
Nelle zone fuori dalla città operavano, come detto, diverse formazioni partigiane che usavano i monti come luogo di copertura da cui far partire gli attacchi a valle. Una di queste formazioni, la 17ª Brigata Garibaldi, intensificò i propri attacchi nelle zone di Rivoli e Grugliasco, causando preoccupazione nei vertici nazifascisti. Venne così organizzata una spedizione militare dalla città verso il Colle del Lis, dove si svolse una cruenta battaglia. Questa terminò con la cattura di alcuni partigiani, 26, che vennero torturati e trucidati sul posto (eccidio del Colle del Lys), il 2 luglio.

##### 1945

Giovanni Pesce, organizzatore dei GAP a Torino insieme con Ilio Barontini

Il 13 marzo 1945, membri delle Brigate Nere sterminano un'intera famiglia. Gaspare Arduino, operaio FIAT nonché organizzatore di alcune squadre SAP venne prelevato nella notte e giustiziato mentre le figlie Vera e Libera, anch'esse impegnate nella Resistenza, saranno uccise nei pressi della Pellerina. Morì anche un loro vicino di casa, Pierino Montarolo, ma si salvarono altre due persone, rimaste solamente ferite.
Un importante centro clandestino della Resistenza fu la conceria Fiorio di via san Donato. Qui passarono alcuni finanziamenti degli alleati al CLN e operarono due missioni: la "Stella" del capitano Giuliani, appoggiata dagli inglesi, e la missione statunitense guidata dal cecoslovacco Panek. Nel marzo del '45 ospitò alcune riunioni tra il CLN e Aldobrando Medici Tornaquinci, il sottosegretario alle Terre occupate, paracadutato nelle Langhe dal governo di Roma e giunto poi nel capoluogo piemontese per pianificare le fasi insurrezionali e gli assetti istituzionali del dopo liberazione..
In questo clima si arrivò all'aprile del '45. Il 18, il CLN proclamò lo sciopero generale, ma i lavoratori non poterono uscire dagli stabilimenti in quanto presidiati esternamente dai carri armati. Il 25 ci fu il definitivo ordine di insurrezione generale e gli stabilimenti vennero occupati dai lavoratori per essere protetti da eventuali rappresaglie. I tedeschi spararono oltre 60 colpi sullo stabilimento Mirafiori, causando diverse vittime, ma a sua volta un panzer venne colpito da un cannoncino situato nello stabilimento; a quel punto i tedeschi evitarono di proseguire l'attacco, temendo che gli occupanti avessero numerose armi e munizioni per difenderlo. Situazioni simili si verificarono negli altri stabilimenti e nei punti strategici precedentemente occupati dagli insorti.
(Comunicato di insurrezione generale del CMRP, 24 aprile 1945, ore 19)
()

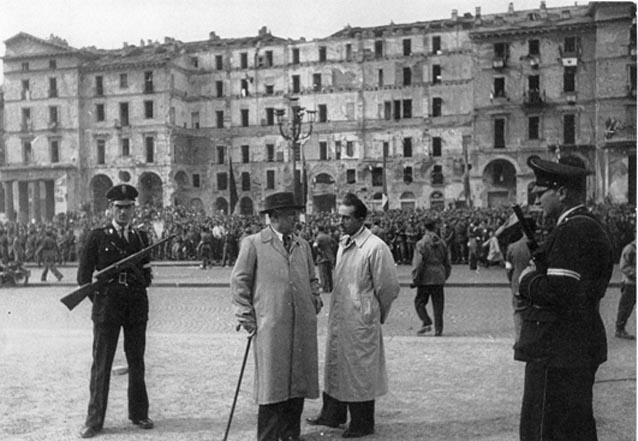
Giorgio Agosti (a destra in abiti borghesi), nuovo questore della città (nominato dal CLN), durante la Sfilata della Liberazione, piazza Vittorio Veneto, 6 maggio 1945

Il 25, come detto, il CLN rende operativo il piano "E27" (Emergenza 27) con il quale si comunicava alle formazioni partigiane della III, IV e VIII zona di marciare su Torino, contemporaneamente all'insurrezione cittadina organizzata dai GAP e dalle SAP per la difesa dei punti strategici. Sono i reparti partigiani dell'VIII zona (il Monferrato) i primi ad appropriarsi dei quartieri periferici dell'oltre Po. Il 27 giungono anche le formazioni delle valli alpine, che erano state trattenute dalla confusione creata dal colonnello inglese Stevens, il quale intendeva ritardare l'attacco: è di questa data l'espugnazione della caserma fascista di via Asti e la costrizione imposta all'esercito tedesco di asserragliarsi presso il palazzo degli Alti Comandi di Corso Matteotti..
A questo punto iniziarono le trattative della resa, con i fascisti disposti a concedere il passaggio dei poteri e i tedeschi pronti a trattare per la ritirata. In questa situazione ebbe notevole importanza il ruolo di mediatore del cardinale Maurilio Fossati e del clero torinese. I tedeschi ricevettero però il rifiuto di farla attraversare alla 5. e alla 34. Divisione, in avvicinamento al capoluogo piemontese, nonostante la minaccia nazista di trasformare Torino in una “seconda Varsavia”. Nella notte tra il 27 e il 28 aprile i tedeschi in città, ormai intrappolati, optarono per una rapida ritirata forzando i blocchi a Chivasso, sancendo così la definitiva liberazione di Torino, fatti salvi gli ultimi cecchini fascisti, appostati in alcuni edifici, che tentarono un'ultima quanto disperata resistenza.
Il clima di euforia fu tragicamente interrotto quando, il 30 aprile 1945, giunsero i tedeschi in ritirata dalla Liguria, la 34. Infanteriedivision del generale Hans Schlemmer, i quali aggirarono il blocco cittadino passando tra Grugliasco e Collegno. Qui i nazisti si macchiarono di un grave crimine ai danni della popolazione locale compiendo un eccidio che causerà la morte di sessantotto persone. La 34a Divisione di Fanteria non riuscì però a fuggire, accerchiata dalle forze partigiane dovette arrendersi agli alleati, nel frattempo giunti a Torino.

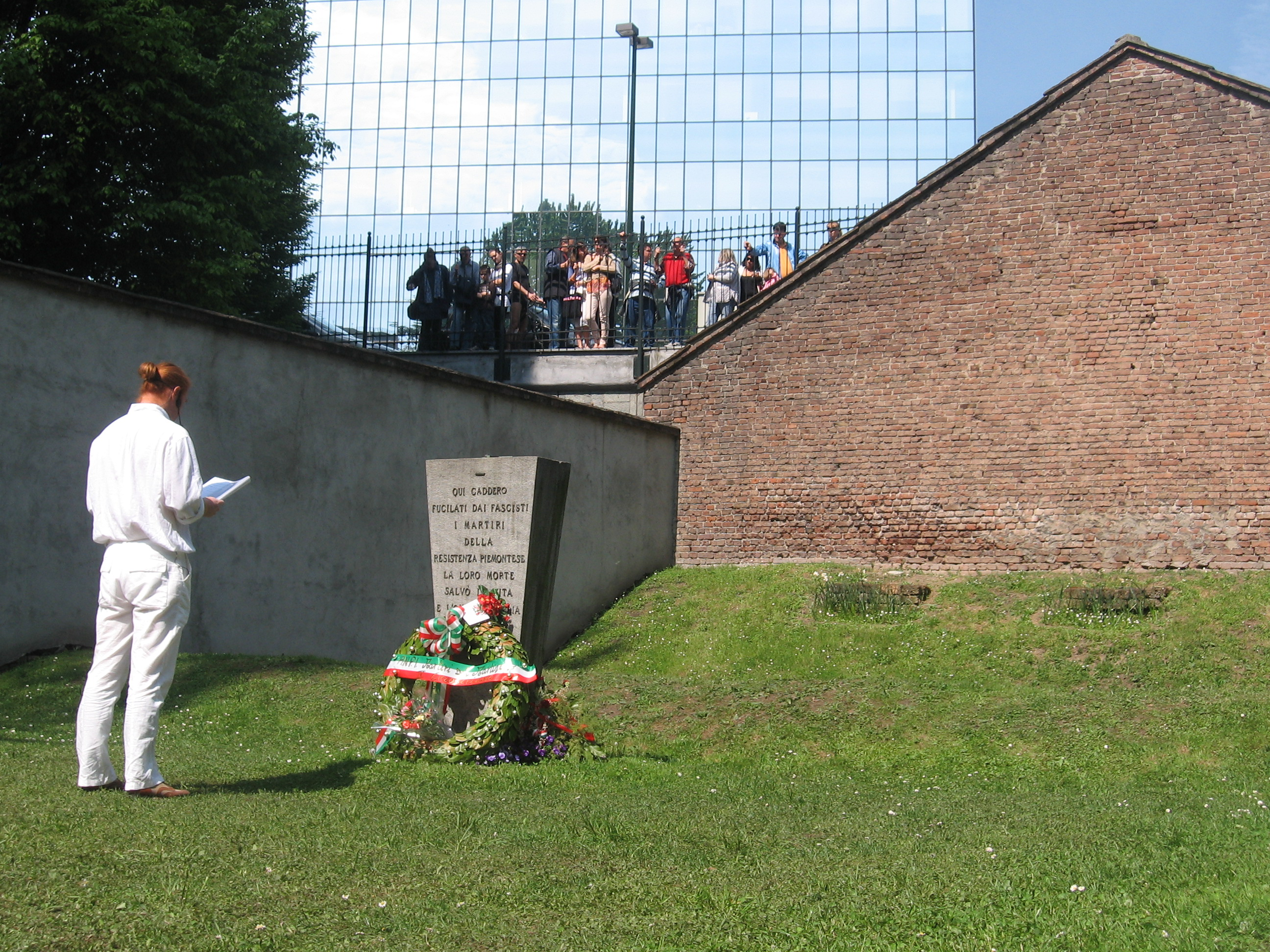
Commemorazione del 25 aprile al Sacrario del Martinetto

Difatti, un contingente brasiliano facente parte della V Armata entrerà in città il 3 maggio, preceduto da una piccola avanguardia (30 aprile). L'incarico di questore sarà affidato a Giorgio Agosti, già commissario politico regionale delle formazioni di Giustizia e Libertà insieme a Duccio Galimberti e Dante Livio Bianco.
Durante la Resistenza è da segnalare inoltre la presenza di oltre 700 partigiani sovietici in Piemonte. Questi, costretti ad arruolarsi negli Ost-Bataillon della Wehrmacht durante l'avanzata tedesca verso est, finirono a combattere anche in Italia, dove in molti disertarono. È stata riscontrata una nutrita presenza in Val di Susa nonché a Torino, dove 86 caduti sovietici trovano tuttora riposo nel Cimitero Monumentale.
Il 29 maggio 1959, la l'Invitta capitale di una regione guerriera, come venne definita Torino in tale occasione, ricevette la Medaglia d'oro al valor militare per l'ingente numero di morti e per le lotte partigiane qui accaduti. Viene qui riportato un frammento della motivazione:
Il tributo pagato da Torino fu infatti altissimo: 11 impiccati, 271 fucilati, 12.000 arrestati, 20.000 deportati, 132 caduti e 611 feriti in fatti d'arme.

### Torino nella Repubblica
Il 4 maggio 1949, l'aereo della squadra di calcio del "Grande Torino", in ritorno da Lisbona, si schiantò contro il retro della Basilica di Superga, causando la morte di tutti. L'impatto emotivo fu enorme, quasi un milione di persone parteciparono ai funerali.

Nonostante Torino fosse storicamente la terra d'origine dei Savoia, allo spoglio delle schede del referendum del 2 giugno 1946 nella circoscrizione torinese (che comprendeva anche il Piemonte settentrionale), la Repubblica ottenne quasi il 60% degli elettori (803.191 voti per la repubblica contro i 537.693 per la monarchia), a fronte di una media nazionale del 55%. I monarchi, esiliati dal paese, lasciarono comunque la Sacra Sindone, ancora di loro proprietà, nel capoluogo piemontese; il Sacro lino, secondo il testamento di Umberto II di Savoia, verrà poi ufficialmente donato a Papa Giovanni Paolo II nel 1983, il quale deciderà di lasciarla sempre a Torino.
Il 23 maggio 1953 una forte tempesta causò il crollo di 40 metri della guglia della Mole Antonelliana.
La ricostruzione avvenne rinforzando la struttura con uno scheletro d'acciaio, e terminò nel 1961.
In precedenza la Mole fu coinvolta da altri due incidenti: il 23 febbraio 1887, l'edificio fu minacciato da un terremoto, mentre l'11 agosto 1904 un nubifragio abbatté il genio alato in cima, poi sostituito dalla stella.

### Il boom economico
La rinascita della città, sia a livello industriale sia economico, fu quasi immediata. Dal 1950 circa, la città verrà quasi sempre identificata con la fabbrica di automobili e coi suoi proprietari, la famiglia Agnelli. L'incipiente produzione di massa di automobili per tutta l'Italia e oltre, soprattutto i modelli popolari della Fiat 500 e della Fiat 600, richiameranno un flusso migratorio interno di lavoratori, provenienti da tutta l'Italia meridionale e dal Triveneto, nel ventennio 1950-1970. Oltre Torino, tale flusso interesserà anche le vicine città di Genova e Milano, anch'esse in rapida espansione economica, in quello che verrà chiamato il triangolo industriale. La seconda metà degli anni cinquanta vide inoltre un rapido sviluppo edilizio. Nel 1955, al Parco Michelotti in riva al Po, fu anche inaugurato un giardino zoologico. Nel 1961, in pieno boom economico, per celebrare i cent'anni dell'unità del paese, fu allestita una grande vetrina denominata "Italia '61" (o Expo '61), nella zona Nizza Millefonti. Furono costruite opere quali il Palazzo a Vela, Palazzo del Lavoro (chiamato anche Palazzo Nervi, o B.I.T.), una monorotaia sopraelevata collegata con il Parco del Valentino, a sua volta collegata con la collina di Cavoretto mediante un'ovovia sospesa, una ruota panoramica, un teatro "Circarama" e una scuola per giovani imprenditori. Tra i visitatori, si ricordano anche nomi illustri, quali il presidente Gronchi (che la inaugurò insieme ad Agnelli), e la regina Elisabetta II del Regno Unito.

### I problemi operai

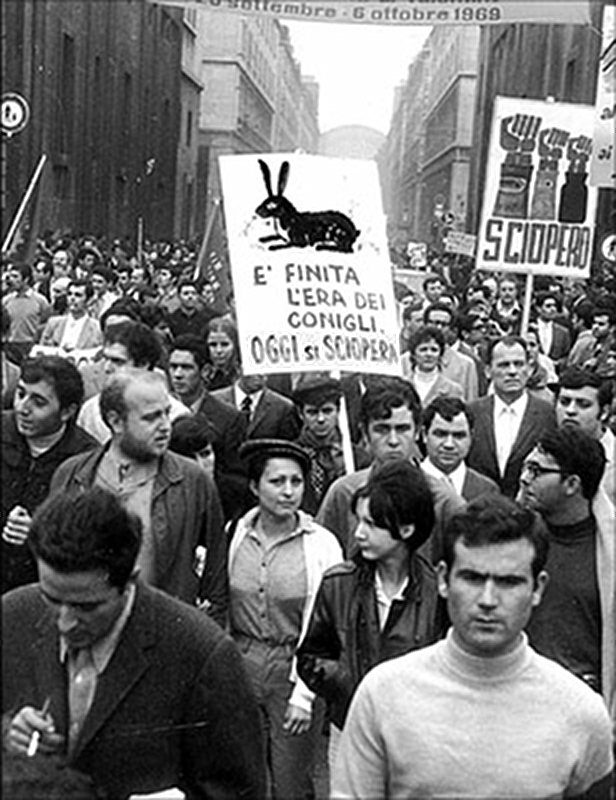
Manifestazione in via Roma del 1969

Nel luglio 1962, il rinnovo del contratto dei metallurgici che la UIL e il SIDA, quest'ultimo controllato dalla dirigenza FIAT, non fu condiviso da CGIL e CISL, e questo portò alle prime manifestazioni dei militanti della CGIL e del PCI in piazza Statuto, ov'era la sede della UIL. Dopo i lanci di sassi, polizia e carabinieri intervennero, con oltre mille fermi e di un centinaio di feriti, dei quali una settantina tra i poliziotti. Ne seguì un procedimento giudiziario che si concluse con la condanna di 31 dei 36 imputati, 3 assoluzioni e 2 perdoni giudiziali per minore età. Seguirono anni di sostanziale tranquillità, favoriti dal crescente benessere economico e dalle trattative tra FIAT e il governo sovietico che sfociarono nel protocollo di collaborazione, siglato nel 1965, per la costruzione della Lada-Vaz a Togliatti.

### Gli anni di piombo
Come per il resto d'Italia, il periodo di rivoluzione sociale, culturale e occupazionale torinese inizia con i primi collettivi studenteschi, che anticiparono di poco il più noto movimento di protesta del 1968, attraverso l'occupazione della sede universitaria di Palazzo Campana nel novembre 1967 (scena che si vede anche nel film "La meglio gioventù", di Marco Tullio Giordana del 2003). Sull'onda della contestazione giovanile, si affiancò il disagio della mancanza di diritti lavorativi della classe operaia che, in quel periodo popolava l'ampio settore siderurgico-industriale della città, via via sempre più organizzato in vari movimenti operai e aggregazioni in sindacati (ad esempio, il Sindacato dei Consigli, la Lega Mirafiori, quindi la FIM, la FIOM, la CGIL.

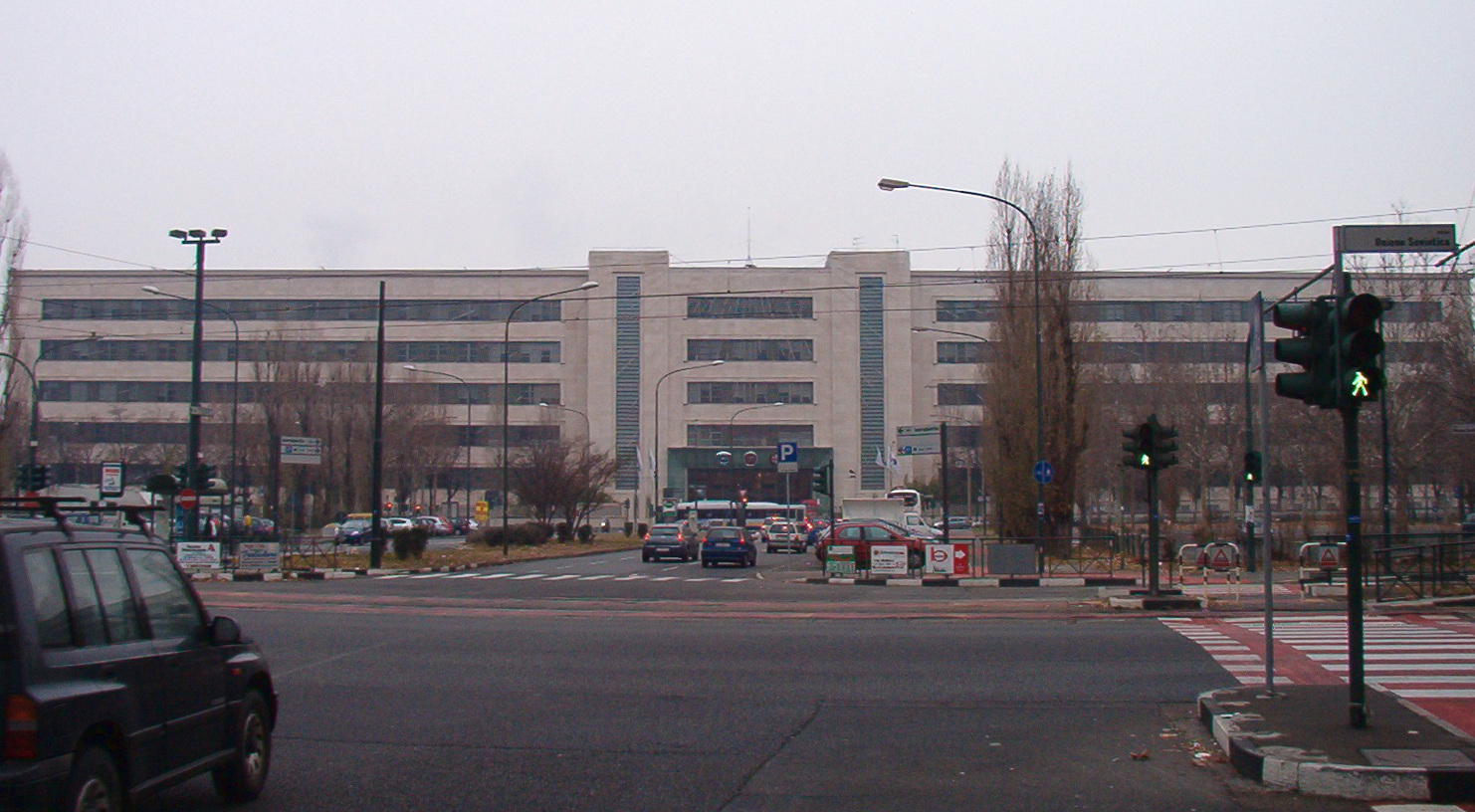
Facciata della Fiat Mirafiori

Nonostante il calo delle violenze del precedente decennio, la crisi occupazionale dell'industria FIAT e del relativo indotto torinese, proseguì anche nei primi anni ottanta, dove la direzione di Gianni Agnelli e di Cesare Romiti si dovette scontrare anche con le classi borghesi dei lavoratori, che sfociò nella protesta collettiva chiamata storicamente la marcia dei 40.000 (14 ottobre 1980). Da lì a poco, verrà chiuso il vecchio stabilimento FIAT Lingotto (tenendo aperto solo quello di Mirafiori), seguito dalla chiusura delle Officine Savigliano (Savigliano SNOS), le Ferriere Piemontesi (divenute Teksid) e la Michelin. Queste aree saranno poi riconvertite in edifici residenziali e commerciali.

La seconda metà degli anni settanta della città vide anche qualche spazio di sviluppo: L'allora giunta del sindaco Novelli diede un rapido slancio edilizio-urbanistico e integrazione di servizi (sanitari, educativi, sportivi) verso le periferie della città, che nel frattempo aveva raggiunto il culmine della sua popolazione (quasi 1 200 000 abitanti nel 1971). Le zone di espansione urbana furono poi ricordate col nome degli stessi complessi scolastici d'infanzia e scuole primarie statali ivi sorte, ovvero una sigla "E" (Espansione), seguita da un numero incrementale; ricordiamone alcune: E9 (Via Passo Buole), E10 (via Romita), E11 (Via Rubino), E13 (Str. Castello di Mirafiori), con stessa identica architettura, denominata "treni di Bacco" (dal nome dell'arch. Bacco), con dei moduli squadrati a parete bianca. Quindi E14 (Via Reiss Romoli, 45), E15 (C.so Cincinnato,121), E16 (V. Anglesio,17), E18 (V. Passoni,9).

## Anni recenti
Nella notte fra l'11 e il 12 aprile 1997 un incendio, provocato da un cortocircuito, danneggiò la Cappella del Guarini del Duomo, mentre la Sindone fu messa in salvo dalle fiamme dai vigili del fuoco. Negli anni successivi, la Cappella venne restaurata.
Nonostante i problemi socio-economici, l'industria torinese, sulla scia dell'economia nazionale, vide una breve ripresa, sebbene di proporzioni più ridotte, a partire dai primi anni ottanta fino a buona parte degli anni novanta. La città comunque, dovette fare i conti anche con il flusso di immigrazione straniera, principalmente costituita da cinesi e marocchini prima, rumeni, albanesi e africani dopo. Mentre gran parte della produzione industriale FIAT veniva man mano spostata all'estero, all'inizio degli anni duemila la crisi economica torinese si fece di nuovo risentire e, a questa, si aggiunse anche la recessione economica mondiale, iniziata nel 2008 circa. Colpita dal grave Incidente della ThyssenKrupp il 6 dicembre 2007, che provocò la morte di sette operai, Torino dovette reinventarsi economicamente, rivalutando anche i settori economici secondario e terziario.

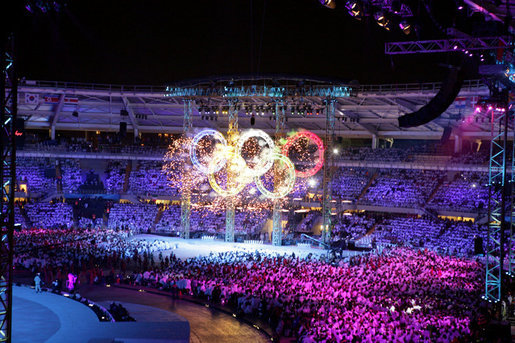
Cerimonia d'inaugurazione delle Olimpiadi 2006

La produzione industriale degli stabilimenti di Mirafiori infatti, venne drasticamente ridotta e, nel 2014, la FIAT, tradizionalmente torinese, verrà inglobata in Fiat Chrysler Automobiles. Torino tentò quindi di indirizzarsi maggiormente sulla cultura e sul turismo in genere, ad esempio con la riqualificazione del Museo Egizio, del Polo Museale Reale, della decentrata Reggia di Venaria Reale, ma anche attraverso la promozione di numerosi eventi fieristici annuali o biennali, in primis il Salone internazionale del libro e il Salone internazionale del gusto. Nel 2006, Torino ospitò i XX Giochi olimpici invernali e i IX Giochi paralimpici invernali, eventi che diedero un piccolo impulso di rinascita della città. Sempre in occasione delle Olimpiadi invernali, venne inaugurata la prima linea della metropolitana sotterranea. Alcune opere viarie, come il nuovo passante ferroviario e i lavori per la nuova stazione ferroviaria di Torino Porta Susa, verranno completate, insieme ad altre grandi opere di riqualificazione, al fine di rendere la città sempre più al passo coi tempi. Nel 2016 Torino è considerata al quinto posto tra le smart city italiane.